# Rosaflamingo

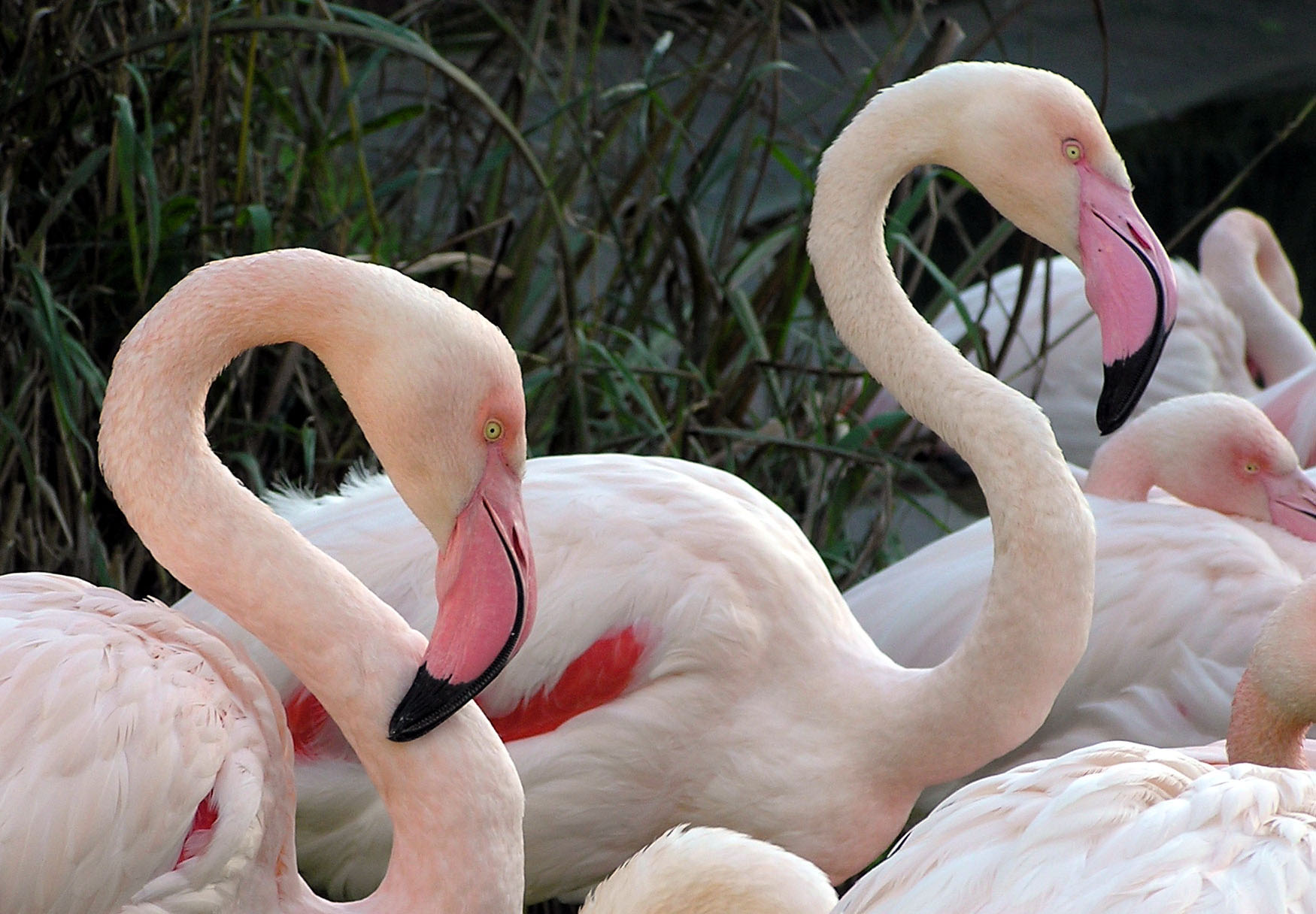
Rosaflamingos (Nahaufnahme)

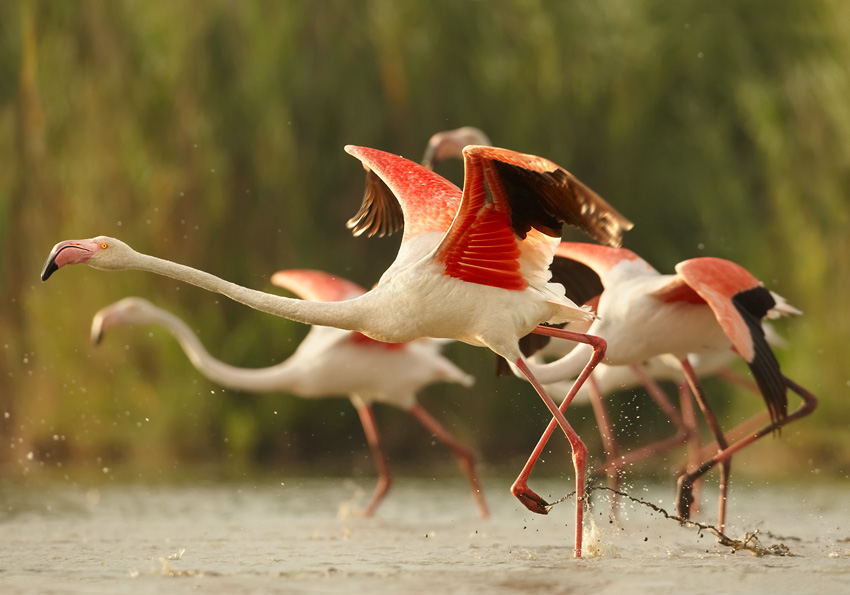
Auffliegende Rosaflamingos

Der Rosaflamingo (Phoenicopterus roseus) ist eine Art aus der Familie der Flamingos (Phoenicopteridae). Er kommt in Teilen von Afrika, Asien und Süd-Europa vor.
Rosaflamingos brüten in individuenreichen Kolonien auf flachen Inseln an ausgedehnten, flachen, schlammigen Stränden an Salzseen oder Meeresbuchten. Geeignete Standorte müssen einen Schutz vor Störungen und dem Eindringen von Prädatoren und gleichzeitig Zugang zu Nahrungsgründen bieten. Die Zahl der international bedeutsamen Brutkolonien beträgt auf Grund dieser hohen Anforderungen weltweit nicht mehr als 30.
Der weltweite Bestand wird auf rund 500.000 Individuen geschätzt, davon kommen rund 90.000 in Europa vor. Auf Grund mangelnder Daten lassen sich keine weltweiten Bestandstrends für diese Art angeben. In der Camargue als einem der wichtigsten europäischen Brutgebiete betrug die Zahl der Brutpaare von 1947 bis 1960 nie mehr als 4000, seit dem Beginn der 1990er Jahre brüten dort mehr als 10.000 Brutpaare. Der Bestand fluktuiert jedoch jährlich sehr stark. So brüteten 1999 11.000 Paare, im darauf folgenden Jahr dagegen 22.200.
Seit den 1980er Jahren werden in Europa Rosaflamingos auch in Regionen beobachtet, in denen sie in der Regel nicht vorkommen. Dabei handelt es sich um den Norden Frankreichs, die Niederlande, Dänemark und Deutschland. Diese Rosaflamingos waren und sind mit Chile- und Kubaflamingos vergesellschaftet, bei denen es sich mit Sicherheit um Gefangenschaftsflüchtlinge handelt. Die Herkunft der Rosaflamingos ist unklar. Da wilde Rosaflamingos aber äußerst selten mehr als 500 Kilometer nördlich der Mittelmeerküste beobachtet werden, scheint es sicher, dass es sich bei den ursprünglich beobachteten Rosaflamingos ebenfalls um Gefangenschaftsflüchtlinge handelt. Im Zwillbrocker Venn an der Grenze zwischen Deutschland und den Niederlanden haben Rosaflamingos mittlerweile auch erfolgreich Nachwuchs großgezogen. Es handelt sich um die nördlichste Brutkolonie dieser Art.

## Beschreibung

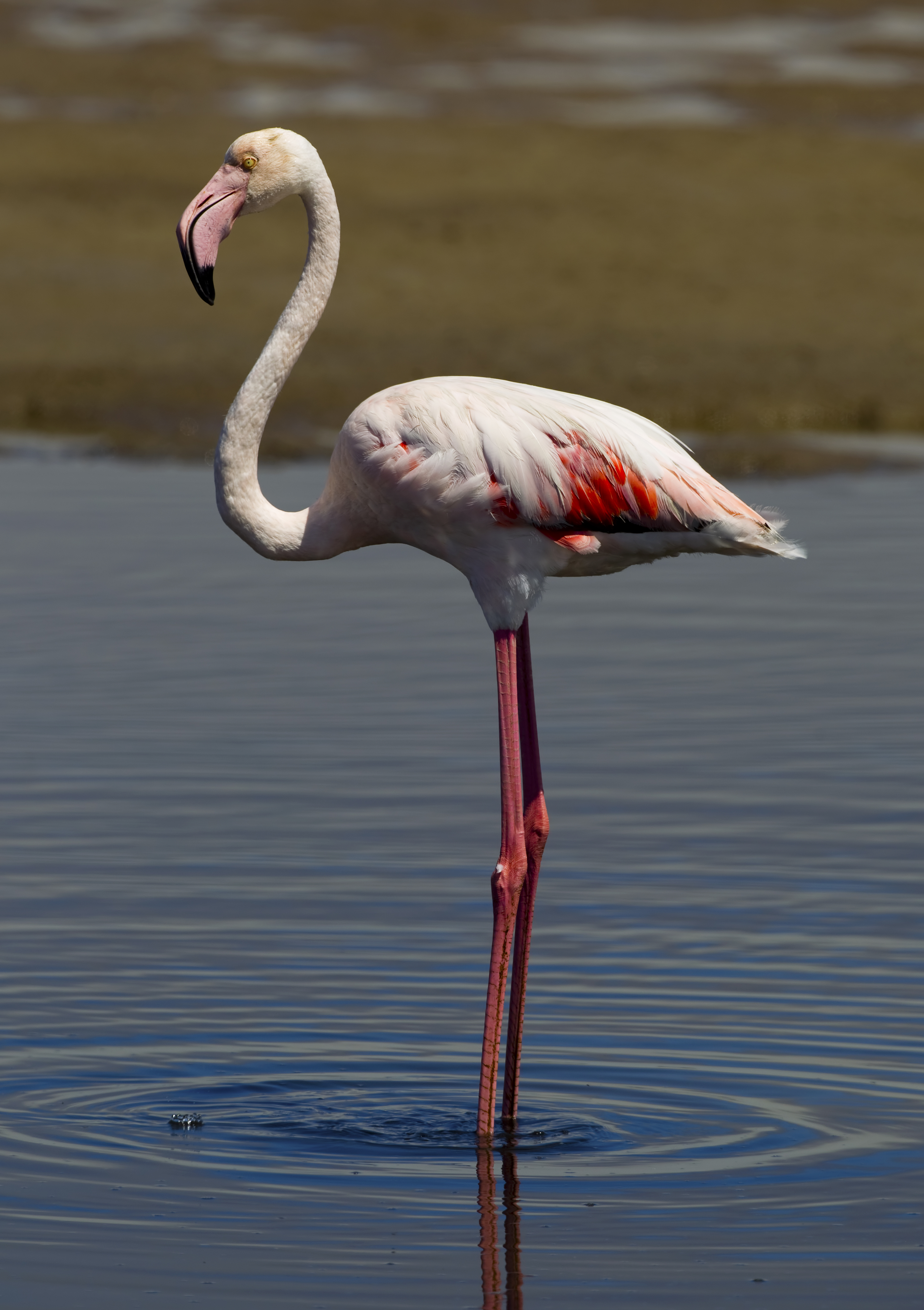
Rosaflamingo bei Walvis Bay

Der Rosaflamingo ist die größte Art der Flamingos, durchschnittlich 120–140 cm groß (davon machen allein die Beine 40–50 cm aus). Im Schnitt sind Männchen etwas größer und schwerer als Weibchen. Ausgewachsene Männchen haben eine Flügellänge von durchschnittlich 43 Zentimetern und wiegen 2,7 Kilogramm. Weibchen haben eine Flügellänge von 40 Zentimetern und wiegen 2,1 Kilogramm.
Das Gefieder adulter Vögel ist überwiegend rosa-weiß, die Flügeldecken sind rot und die Hand- und Armschwingen schwarz. Die Beine sind bei völlig ausgewachsenen Rosaflamingos vollkommen rosa. Der Schnabel ist rosa mit scharf abgegrenzter schwarzer Spitze. Form und Ausdehnung dieser Schwarzfärbung ist individuell unterschiedlich. Es wird für möglich gehalten, dass Jungvögel ihre Elternvögel an der Form der schwarzen Schnabelspitze erkennen können.

### Dunenjunge und Entwicklung zum Alterskleid
Das Dunenkleid frisch geschlüpfter Rosaflamingos ist kurz und dicht. Die Körperoberseite ist hellgrau und die Körperunterseite ist weißlich. Die Zügel sind nackt. Sie haben zu diesem Zeitpunkt eine Körperlänge von etwa 22,5 Zentimetern und wiegen zwischen 73 und 98 Gramm. Nach etwa vier Wochen entwickelt sich ein zweites, dann dunkelgraues Dunenkleid. Das erste Jugendkleid entwickelt sich ab der sechsten Woche. Die Beine der Küken sind zunächst sehr kurz, wodurch die Jungen an Gänseküken erinnern. Bis zum Ende der zweiten Lebenswoche ist der Schnabel noch kurz und gerade. Erst dann beginnt er sich nach unten zu krümmen. Der Schnabel ist zunächst leuchtend rosa mit einer schwarzen Spitze, später wird er matter und grau.
Das für adulte Individuen typische Federkleid wird erst nach mehreren Jahren erreicht. Jungvögel und subadulte Vögel unterscheiden sich durch eine Reihe von Merkmalen von den vollkommen ausgewachsenen Vögeln. Die kräftig rosafarbenen Beine entwickeln die meisten Rosaflamingos erst im 40. Lebensmonat. Jungvögel haben schwarze oder graue Beine, erst ab dem 20. Lebensmonat zeigen sich erstmals rosafarbene Töne auf den Beinen. Ein ähnliches Altersmerkmal ist die Schnabelbasis. Bis zum Alter von 15 Monaten ist diese frei, ab ca. dem 35. Lebensmonat ist sie blass rosa und ab dem 40. Lebensmonat kräftig rosa.

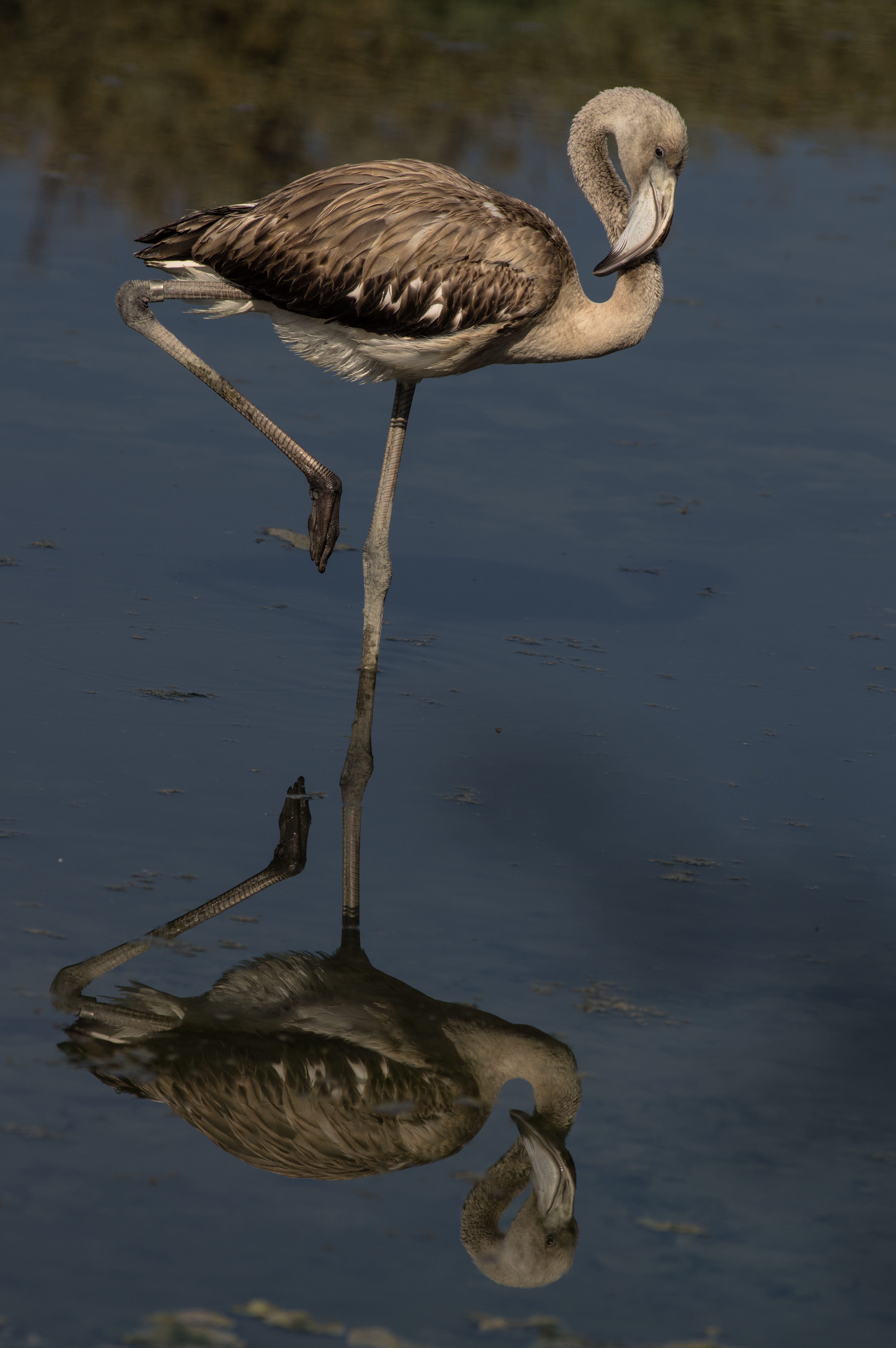
Rosaflamingo (im Jugendkleid)

### Mauser
Die Mauser des Rosaflamingos ist noch nicht abschließend untersucht. Nach jetzigen Erkenntnissen kann sich der Mauserverlauf jedoch von Population zu Population stark unterscheiden. Unterschiede gibt es unter anderem bei der Mauserfrequenz oder darin, ob es sich um eine Vollmauser oder eine allmähliche Mauser des Gefieders handelt. Es ist auch noch nicht abschließend untersucht, wie die Mauser von der Fortpflanzungszeit beeinflusst wird.
In der gemäßigten Klimazone fällt die Schwingenmauser in den Sommer. Eine Vollmauser würde zu einer Flugunfähigkeit von bis zu vier Wochen führen. Diese Form der Mauser ist nur solchen Populationen möglich, die ihre Nahrungsgründe nicht fliegend erreichen müssen. Solche Bedingungen bieten unter anderem der Tengizsee in Kasachstan und der Urmiasee im Iran. In der Camargue werden von den meisten Vögeln die Schwungfedern nacheinander gemausert, so dass ihre Flugfähigkeit erhalten bleibt. Für einen kleinen Teil der Population wird jedoch eine Mauser beobachtet, die zu einer zeitweiligen Flugunfähigkeit führt.

### Stimme
Der Ruf des Rosaflamingos ist ein gänseähnliches Tröten.

### Flug

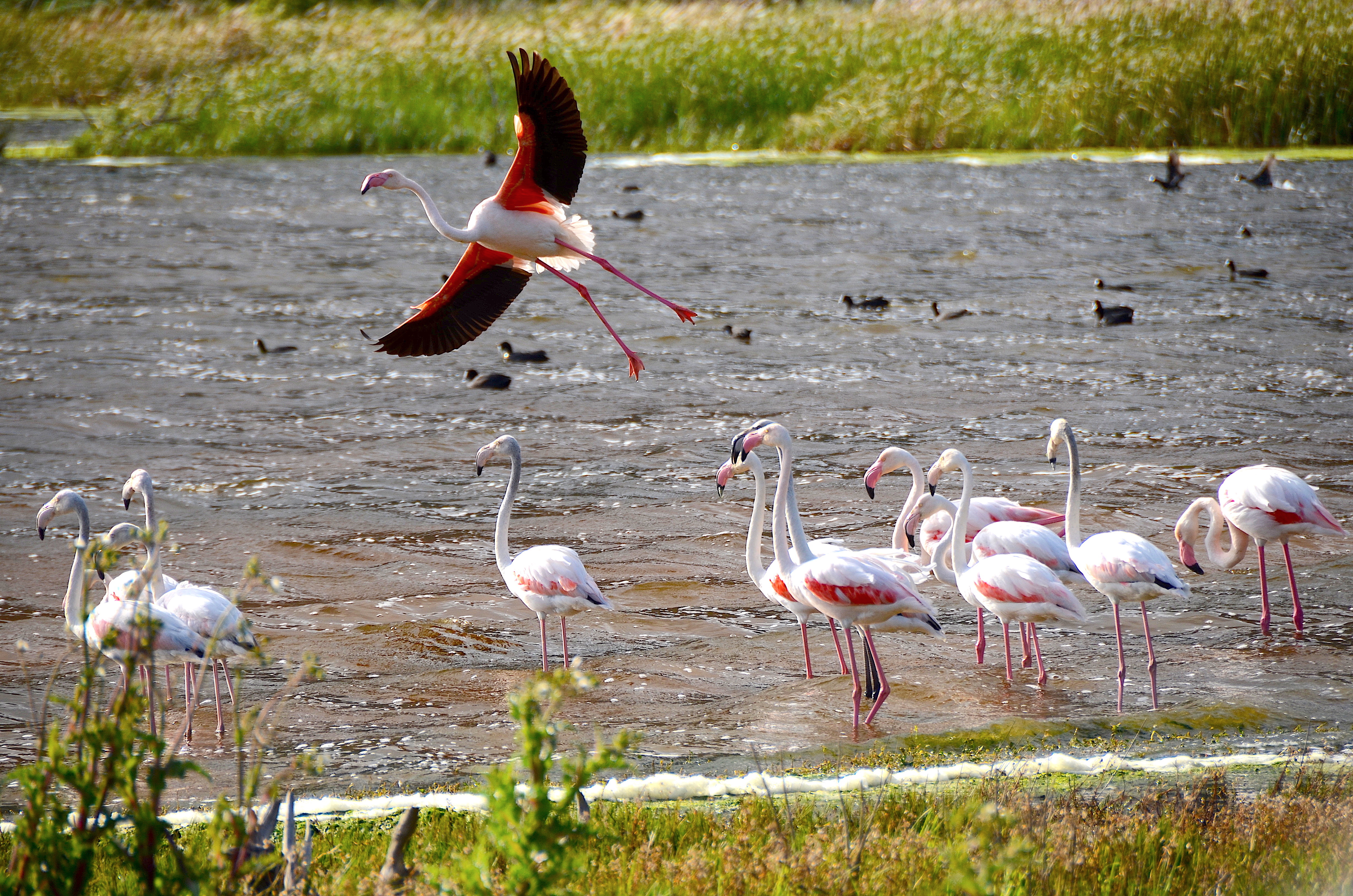
Rosaflamingo beim Start ohne Anlauf (Südafrika)

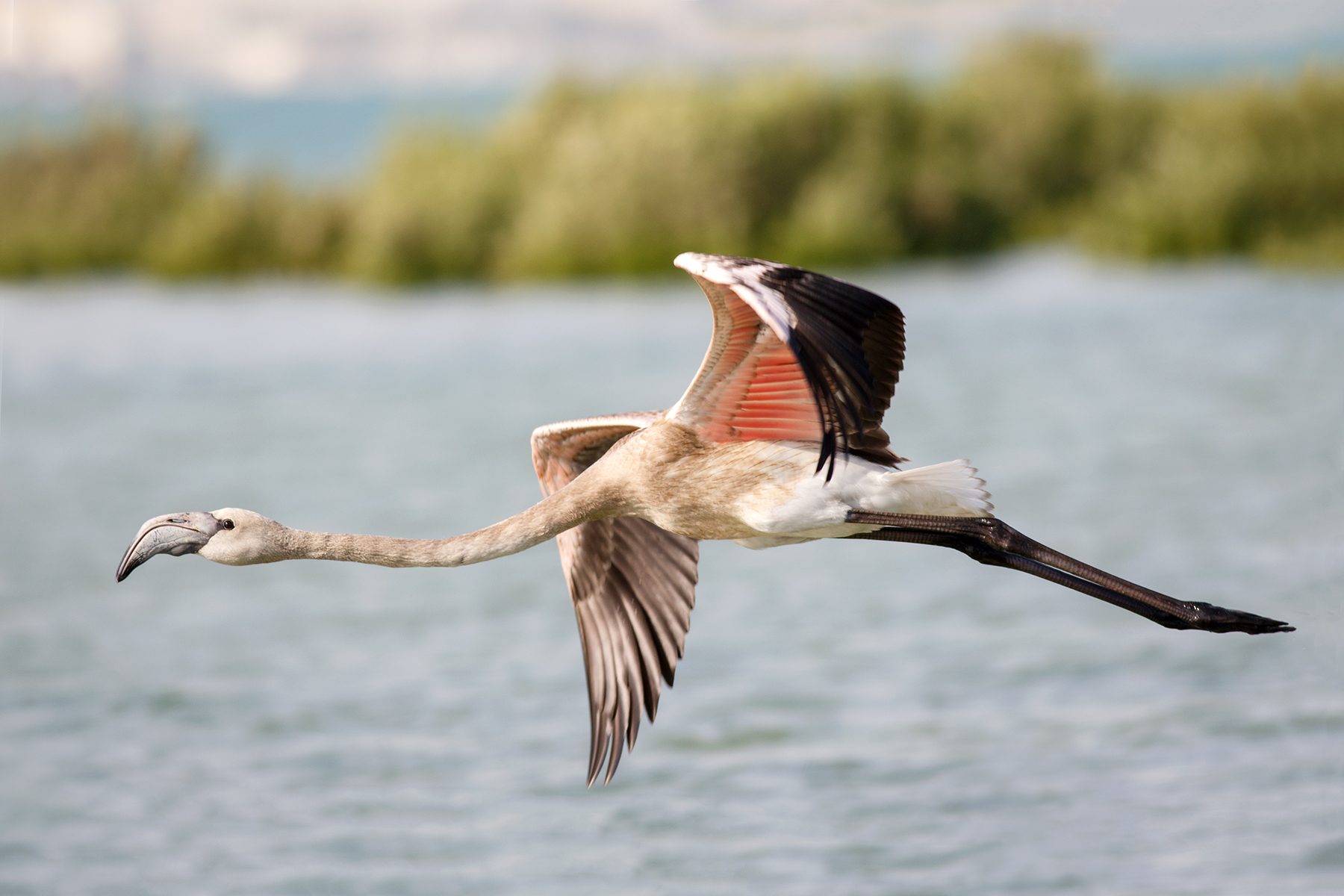
Flugbild

Rosaflamingos müssen in der Regel mehrere Meter laufen, bevor sie sich in die Luft erheben können. Nur bei stärkerem Gegenwind können sie ohne Anlauf starten. Im Flug sind Hals und Füße ausgestreckt. Die Flughöhe ist abhängig von der Windrichtung. Bei Gegenwind fliegen sie häufig nur knapp über der Wasseroberfläche, bei Rückenwind dagegen fliegen sie in großer Höhe. In der Luft schlagen sie kontinuierlich mit den Flügen, nur landende Rosaflamingos gehen in einen Gleitflug über.

## Verbreitung und Lebensraum
Rosaflamingos kommen in tropischen oder gemäßigten Klimazonen unweit der großen Wüsten dieser Welt vor. Ihre Verbreitung ist stark von der Verfügbarkeit von Nahrung abhängig. Sie sammeln sich in Brackwasser, Salzgewässern oder alkalinen Gewässern, wo sich die nur wenigen Arten der Wirbellosen, die sie fressen, in großer Zahl vermehren. Diese Gewässer werden typischerweise saisonal trocken, da sie sich in offenen Landschaftstypen wie Wüsten oder Steppen mit einer hohen Verdunstungsrate befinden und typischerweise in einer Klimazone liegen, wo der geringe Niederschlag zwischen Herbst und Frühling fällt. Während Dürreperioden ziehen die Flamingos zu permanenteren Gewässern wie beispielsweise Küstengewässern.

### Verbreitungsgebiet weltweit

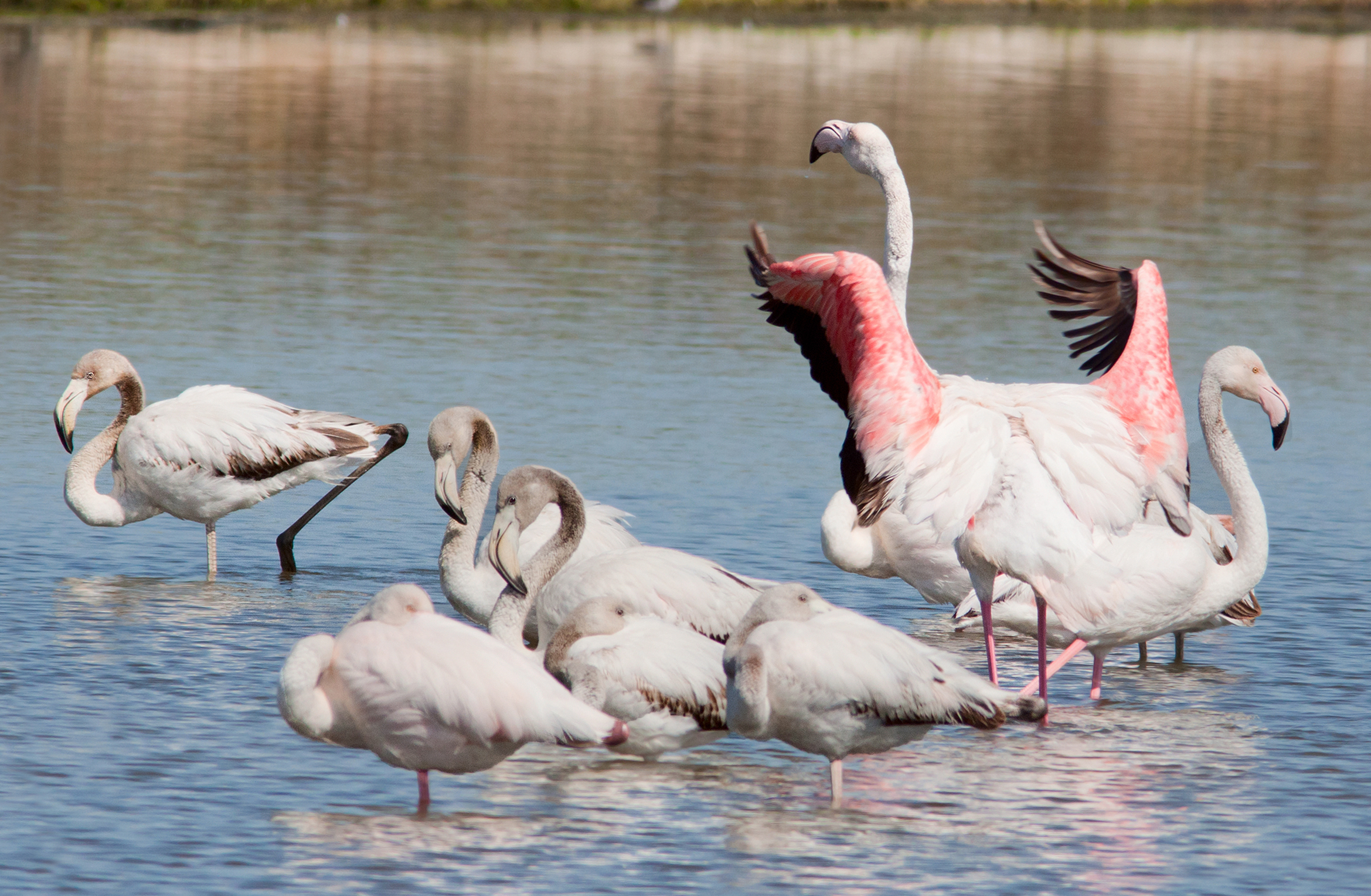
Rosaflamingos auf Sizilien

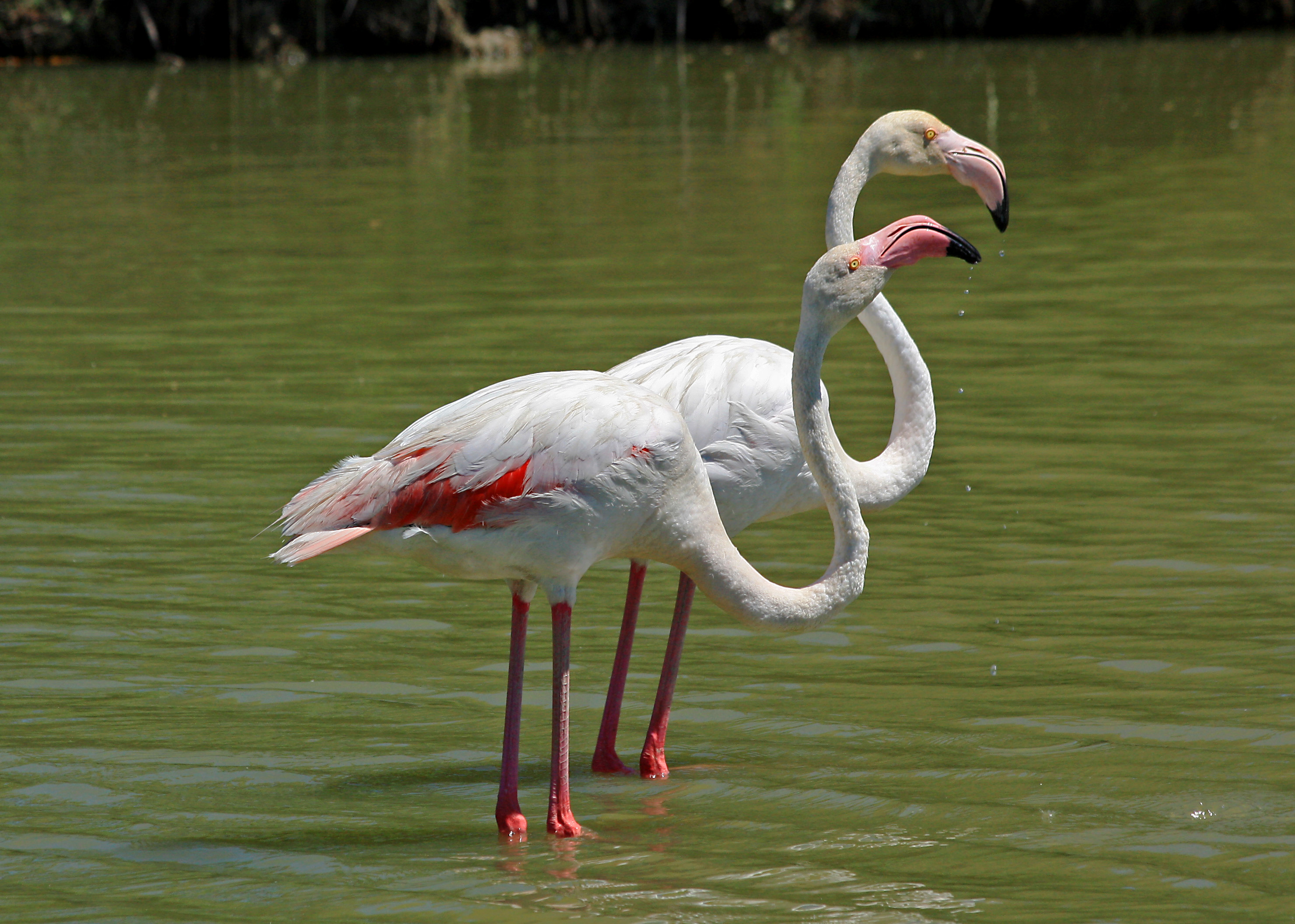
Rosaflamingos in der Camargue

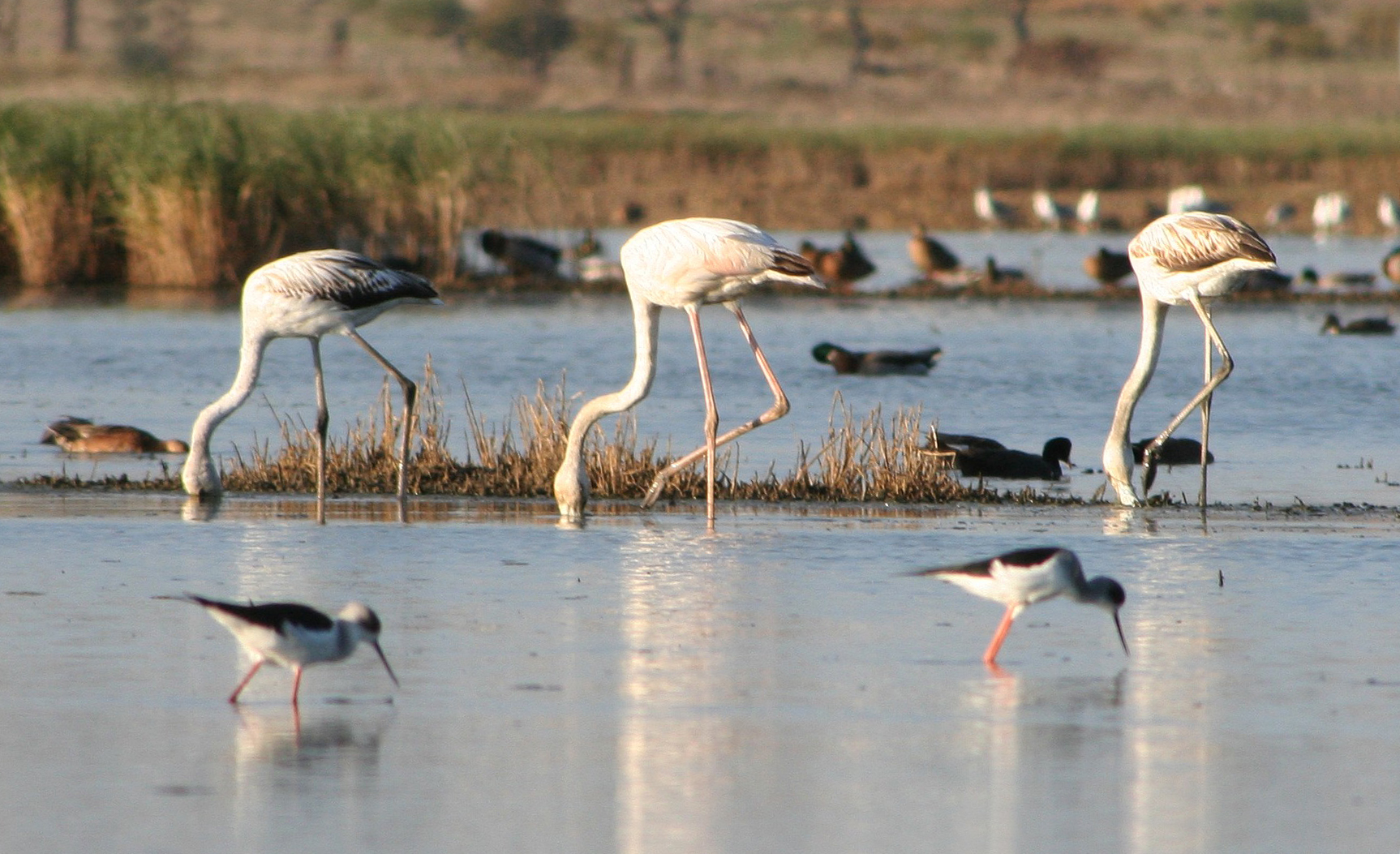
Rosaflamingos an der Algarve

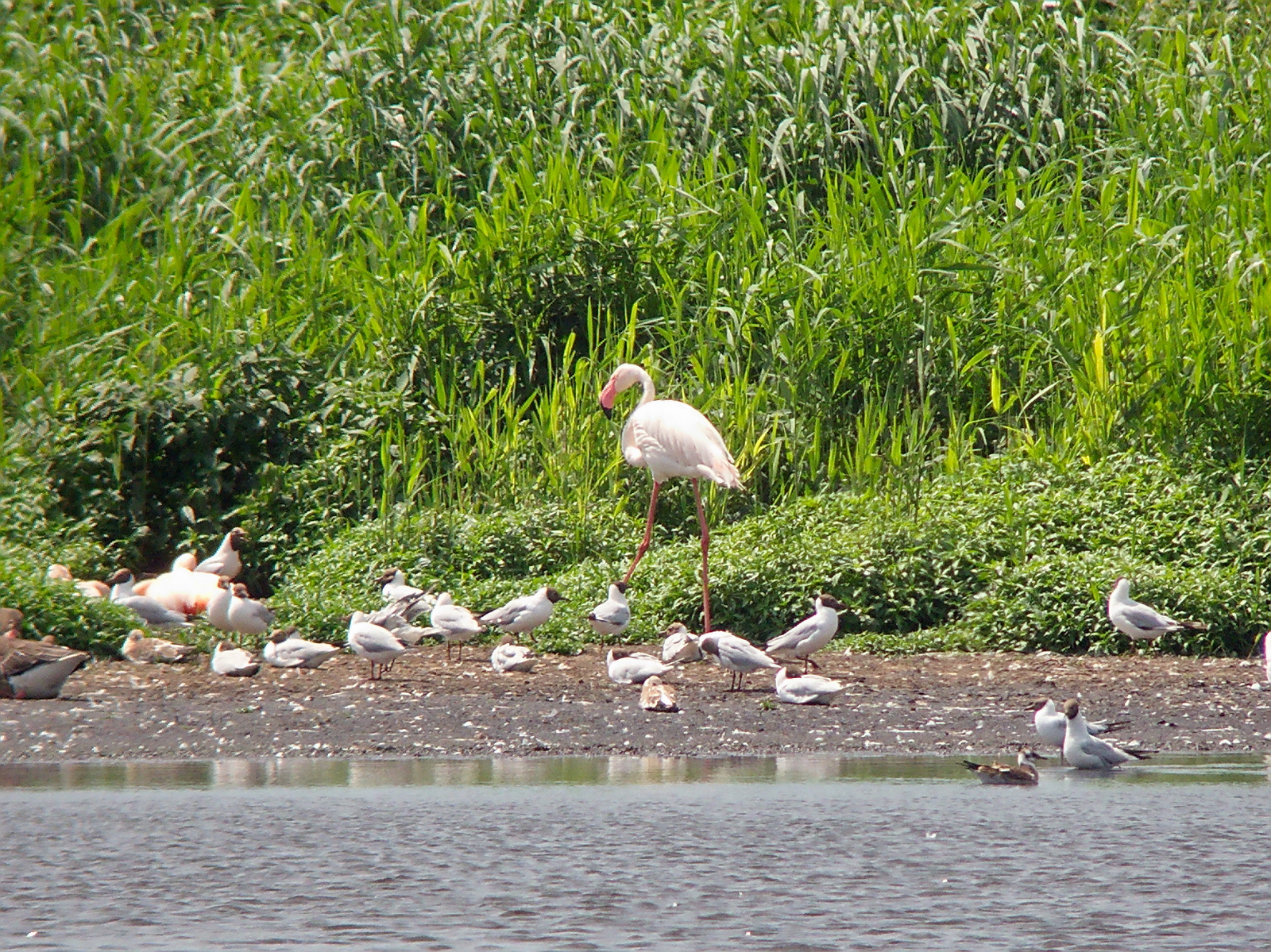
Rosaflamingo im Zwillbrocker Venn

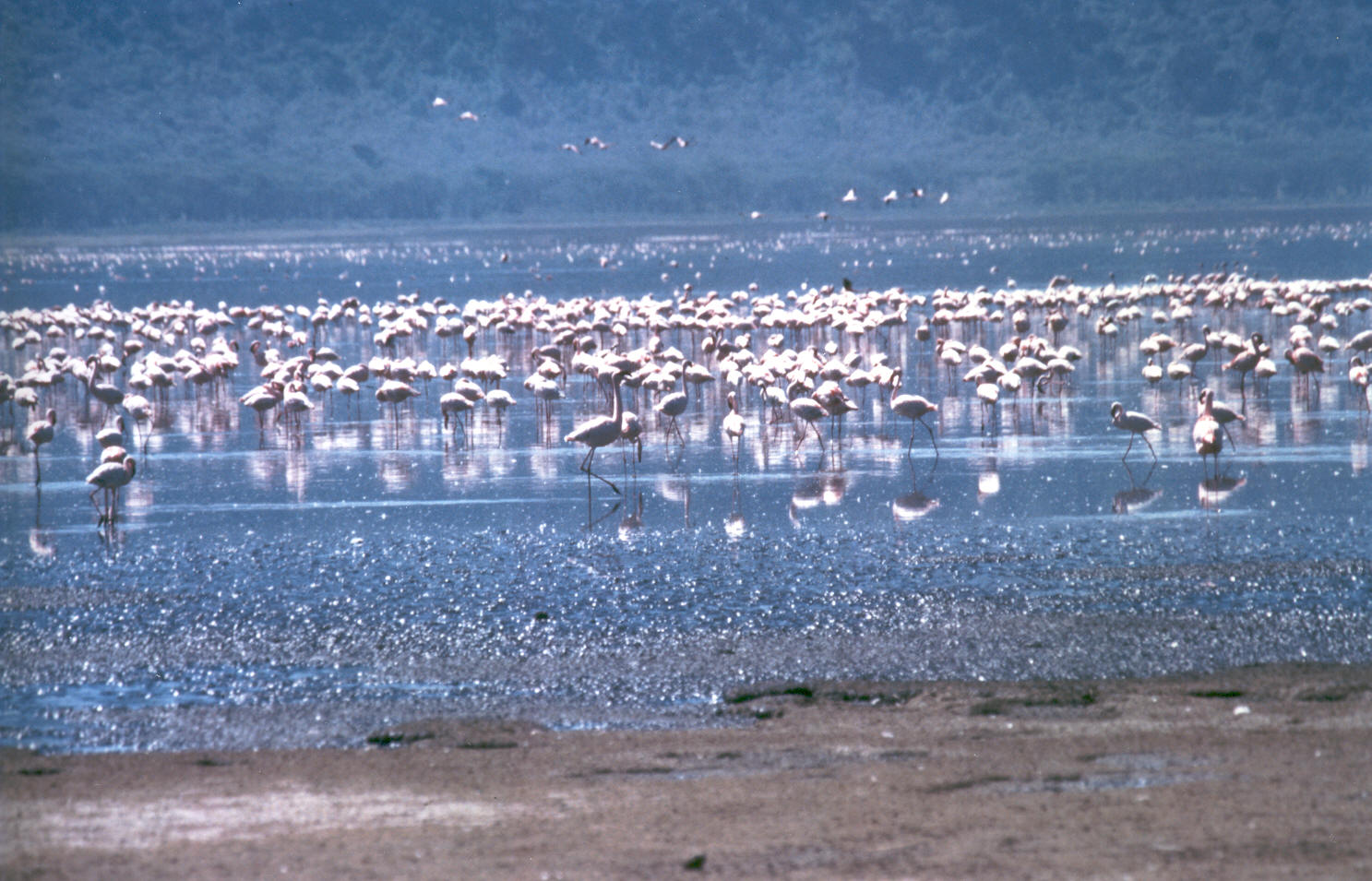
Rosa- und Zwergflamingos am Nakurusee in Kenia

Das Verbreitungsgebiet des Rosaflamingos erstreckt sich vom Mittelmeerraum nach Osten über den Südwesten Asiens mit Kasachstan im Norden und Indien sowie Sri Lanka im Osten als Verbreitungsgrenzen. Sie kommen entlang der Küstengebiete des Persischen Golfs und von Äthiopien entlang des Rift Valleys bis in den Süden Afrikas vor. Ihr Vorkommen umfasst Madagaskar und reicht in westlicher Richtung bis nach Botswana und Namibia. Im tropischen Westafrika sind Rosaflamingos seltener, da es hier an geeigneten Habitaten fehlt. Vorkommen finden sich lokal in den Küstenregionen von Senegal, Sierra Leone, Liberia, Niger, Kamerun, Gabun und der Republik Kongo, die größten Vorkommen finden sich jedoch in Mauretanien, wo sie besonders häufig entlang der Banc d’Arguin sind. In den heißeren Regionen Afrikas und den Golfstaaten sowie Pakistan und dem Nordwesten Indiens ist der Rosaflamingo häufig mit dem Zwergflamingo vergesellschaftet. Im Rift Valley sind die Bestandszahlen des Zwergflamingos normalerweise größer als die des Rosaflamingos.
Die Zoologen Alan Johnson und Frank Cézilly argumentieren, dass aufgrund neuer Daten über die Wanderungsbewegungen von Rosaflamingos sich drei Subpopulationen unterscheiden lassen, die miteinander ständig in einem genetischen Austausch stehen. Dieses sind die Populationen im Westen des Mittelmeerraums und im Nordwesten Afrikas, die Populationen im Osten des Mittelmeerraums und im Südwesten Asiens sowie die Populationen im Osten und im Süden Afrikas.

### Verbreitung in Europa
In Europa finden sich Vorkommen des Rosaflamingos an der Atlantikküste Portugals (Mündungsbereich des Sado und des Tajo); kleinere Trupps werden weiter nördlich aber auch an der Atlantikküste Spaniens beobachtet. In Spanien finden sich die Hauptvorkommen im Bereich der Atlantikküste in den weiten Marschregionen vor Huelva, Sevilla und Cádiz, kleine Brutkolonien finden sich in Kastilien-La Mancha auch bis zu 200 Kilometer weit landeinwärts. Die wichtigste spanische Kolonie befindet sich im Naturschutzgebiet Laguna de Fuente de Piedra. Andere spanischen Vorkommen finden sich vereinzelt an der Mittelmeerküste (Cabo de Gata, Alicante und Mündungsgebiet des Ebro). Rosaflamingos sind auch regelmäßig auf den Balearen anzutreffen, allerdings immer in kleiner Zahl.
Entlang der französischen Mittelmeerküste werden alle geeigneten Marschgebiete von Rosaflamingos besiedelt, die bekanntesten Brutkolonien liegen in der Camargue. Auf Korsika kommen sie vereinzelt vor. Große Ansammlungen von Flamingos finden sich dagegen auf Sardinien; in den letzten Jahren wurden Rosaflamingos auch in Feuchtgebieten in der Toskana und an der Adriaküste in der Region Apulien beobachtet. An der östlichen Adriaküste kommen sie gelegentlich in Feuchtgebieten vom Süden Kroatiens bis nach Albanien und Griechenland vor. In Griechenland traten sie lange Zeit nur als Irrgäste auf, sie sind mittlerweile jedoch regelmäßig in großer Zahl auch in Mazedonien und Thrakien sowie auf den Ägäisinseln Kos, Samos, Lesvos, Limnos und Naxos am Ambrakischen Golf anzutreffen. Die Feuchtgebiete in der Nähe von Larnaka und Akrotiri, Zypern, sind für eine große Zahl von Rosaflamingos wichtige Stationen während des Winterhalbjahrs.
Wildlebende Rosaflamingos kommen in Deutschland seit 1986 im Naturschutzgebiet Zwillbrocker Venn an der Grenze zu den Niederlanden als Brutvögel vor. Dort wurden seit 1970 Flamingos verschiedener Arten gesichtet, wobei der erste Bruterfolg in das Jahr 1982 fiel. Die ersten Jungvögel des Rosaflamingos wurden dort im Jahre 1993 flügge. Während der Wintermonate halten sich die Flamingos in ihren Überwinterungsquartieren im Rhein-Maas-Delta in den Niederlanden auf.

### Wichtige Verbreitungsgebiete außerhalb Europas
In der Türkei befinden sich große Brutkolonien am Tuz Gölü und am Seyfe Gölü. In Syrien ist der Sabkhat al-Jabbul, ein Salzsee 30 Kilometer südöstlich von Aleppo, das wichtigste Feuchtgebiet für Rosaflamingos in Kleinasien. In Nordafrika befinden sich wichtige Vorkommen im Nildelta und an der Mittelmeerküste Ägyptens. Tunesien beherbergt mehrere Brutkolonien. Saudi-Arabien, der Jemen, Oman und die Vereinigten Arabischen Emirate verfügen jeweils über Feuchtgebiete, wo es zu großen bis sehr großen Ansammlungen von Rosaflamingos kommt. Im Iran sind 20 Feuchtgebiete von Bedeutung; besonders gut untersucht ist die Brutkolonie am Urmiasee. In Kasachstan brüten sie am Tengizsee und überwintern im Süden des Kaspischen Meers. Auf dem Indischen Halbkontinent liegt ihr Verbreitungsschwerpunkt in Westindien, während sie auf Sri Lanka überwiegend überwintern. Die wichtigsten ostafrikanischen Verbreitungsschwerpunkte liegen in Äthiopien, große Vorkommen finden sich aber auch in Kenia und Tansania.

### Wanderungen

#### Wanderungen adulter Rosaflamingos
Nur in den nördlichsten Regionen ihres Verbreitungsgebietes unternehmen Flamingos Wanderungen, die als Zugverhalten gedeutet werden können. Zweimal im Jahr ziehen diese Populationen zwischen geographisch getrennten Brut- und Überwinterungsgebieten. Rosaflamingos, die in Kasachstan brüten, wandern beispielsweise im Winterhalbjahr an die Küsten des Kaspischen Meeres, während ihre Brutgebiete in dieser Zeit von Eis und Schnee bedeckt sind. In anderen Regionen ihres Verbreitungsgebietes können Rosaflamingos wandern, sie verbleiben jedoch in einem Gebiet, in dem sie ganzjährig leben können. So gibt es unter den in der Camargue lebenden Rosaflamingos eine kleine Zahl von Individuen, die jährlich das Mittelmeer überqueren. Weite Wanderungen solcher adulter Vögel können auf Witterungsbedingungen zurückgehen, eine Reaktion auf schwindende Nahrungsressourcen oder austrocknende Feuchtgebiete sein.
Adulte Rosaflamingos zeigen nur bedingt Treue zu ihrer Brutkolonie. Brutortstreue ist mit dem Alter der brütenden Vögel und dem Bruterfolg korreliert. Relativ gut untersucht sind die Bewegungen adulter Rosaflamingos zwischen der Kolonie in der Laguna de Fuente de Piedra und der Camargue. Der spanische Salzsee ermöglicht einen früheren Brutbeginn als in der Camargue, bietet aber nach trockenen Wintern keine idealen Bedingungen für eine Aufzucht von Jungvögeln. Beringungsdaten legen den Schluss nahe, dass zumindest einige Rosaflamingos von Fuente de Piedra in die Camargue ziehen, wenn sie an der Fuente de Piedra keine geeigneten Brutbedingungen vorfinden.

#### Wanderungen der Jungvögel
Ein Teil der Jungvögel verbleibt in der Brutkolonie, die restlichen dismigrieren, unmittelbar nachdem sie flügge geworden sind. Solche Wanderungsbewegungen haben eine wichtige Funktion bei der Lebensraumerweiterung und Lebensraumexploration einzelner Arten. Für Rosaflamingos ist nachgewiesen, dass sie als adulte Vögel außerhalb der Fortpflanzungsgebiete Feuchtgebiete als Lebensraum nutzen, in denen sie sich während der Dismigration in ihren ersten zwei Lebensjahren aufgehalten haben. Genauer untersucht wurde bislang jedoch nur die Dismigration von Jungvögeln in den Brutkolonien in der Camargue und in der Laguna de Fuente de Piedra, der größten spanischen Brutkolonie unweit von Málaga. Danach schwankt der Anteil der Jungvögel, die abwandern, von Jahr zu Jahr stark. Starke Abwanderungsbewegungen in der Camargue gab es, nachdem es zuvor zu Störungen in der Brutkolonie gekommen war.
Mit Hilfe von Beringungsfunden konnte nachgewiesen werden, dass die Flamingos sich dabei gelegentlich über mehrere hundert Kilometer von ihrer Geburtskolonie entfernen. Für Brutkolonien in der nördlichen Hemisphäre wie beispielsweise in der Camargue und am Urmiasee konnte nachgewiesen werden, dass die Migrationsbewegung typischerweise südwärts gerichtet ist. In der Camargue beringte Jungvögel sind noch in ihrem ersten Lebensjahr 3500 Kilometer weiter südlich in Westafrika wiedergefunden worden. Wanderungen aus der Camargue kommen jedoch auch in nördliche Richtung vor. So fanden sich im September 1998 sechs in der Camargue beringte Jungvögel zunächst am Genfersee ein und wanderten dann an den Neuenburgersee ab, wo sie bis November blieben. Im Februar des folgenden Jahres hielt sich einer der beringten Flamingos wieder an der französischen Mittelmeerküste auf.
Von weiter südlich gelegenen Brutkolonien wandern Jungvögel in alle Richtungen ab. Für Brutkolonien, die in Tunesien und Mauretanien liegen, vermutet man eine nordwärts gerichtete Wanderungsbewegung.

## Nahrung

### Nahrungsspektrum

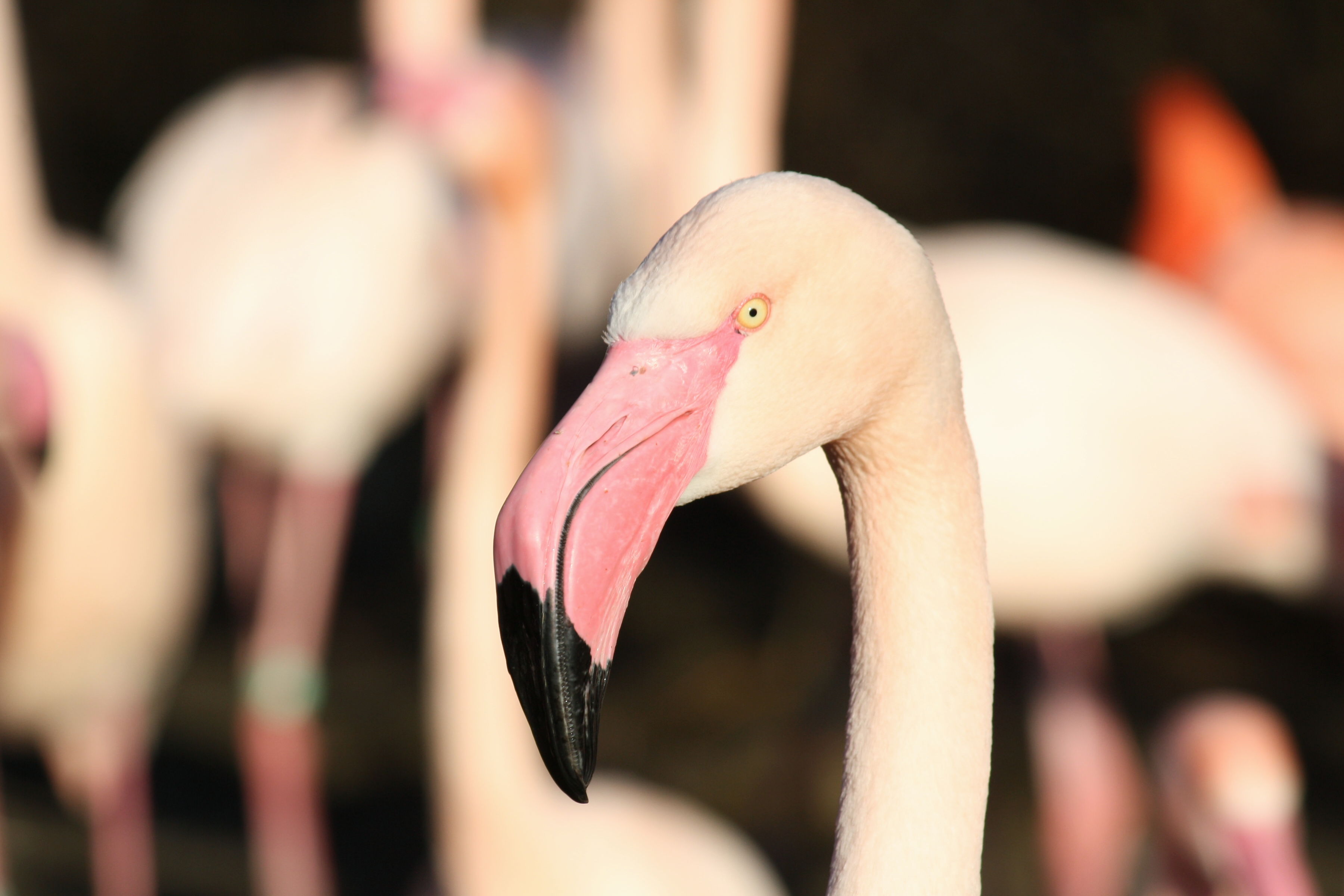
Der Seihschnabel kennzeichnet den Rosaflamingo als Nahrungsspezialisten.

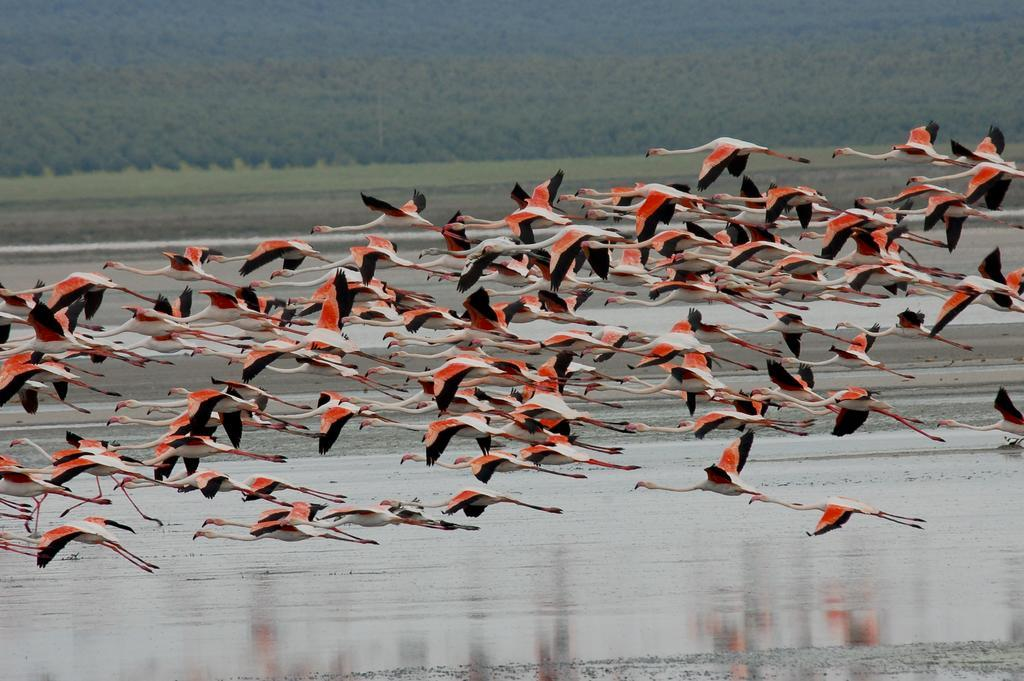
Auffliegende Flamingos an der Laguna de Fuente de Piedra

Wie alle Flamingos haben Rosaflamingos ein breites Nahrungsspektrum, da sowohl die Artzusammensetzung als auch die Verfügbarkeit geeigneter Beutetiere sich saisonal und in Abhängigkeit vom genutzten Gewässer stark unterscheiden können. Zu den Beutetieren zählen vor allem Kleinkrebse, Mückenlarven, Weichtiere und Ringelwürmer. Innerhalb dieses Spektrums gibt es regional unterschiedliche Vorlieben. In Europa überwiegen Kiemenfüßer der Gattung Artemia; in den Seen Ostafrikas spielen Zuckmückenlarven und Ruderfußkrebse eine große Rolle. Abhängigkeit von nur einer Art ist auf hypersaline Gewässer begrenzt. In der Camargue ernähren sich Rosaflamingos mit großer Sicherheit von fünfzehn verschiedenen Arten von Wirbellosen. Artemia spielen in der Camargue zwar eine große Rolle, aber während der Fortpflanzungszeit suchen zahlreiche Rosaflamingos ihre Nahrung auch in Brackwasser oder Süßgewässern, wo diese nicht vorkommen.
Sein Seihschnabel weist den Rosaflamingo zwar als einen Nahrungsspezialisten aus, der sich auf kleine und zahlreich vorkommende Organismen spezialisiert hat. Er frisst aber auch größere Beutetiere wie Fische, Nereiden und Einsiedlerkrebse. Solche größeren Beutetiere fangen sie in reiherähnlichen Manier. Entdecken sie beispielsweise kleine Fische oder Einsiedlerkrebse, die bei Ebbe in Gezeitentümpeln gefangen sind, laufen sie mit nach vorne gestreckten Hals rasch auf diese zu und nutzen den Schnabel ähnlich wie eine Zange, um das Beutetier zu ergreifen. Muscheln ertasten sie gelegentlich im Schlamm. Daneben zählen auch die Samen von Wasserpflanzen wie beispielsweise Reis zu ihrer Nahrung. Sowohl in Spanien als auch in Südfrankreich suchen Rosaflamingos am Abend Reisfelder auf, um dort während der Nacht ungestört zu fressen. Sie verlassen sie am Morgen häufig erst, wenn sie davongejagt werden. Sie fressen auch Schlamm, um an dessen organische Inhaltsstoffe zu gelangen. Darauf weist auch hin, dass sich in 80 % aller untersuchten Mageninhalte von Rosaflamingos kleine Steinchen mit einem Durchmesser von mehr als 0,5 Millimetern befanden.

### Nahrungssuche

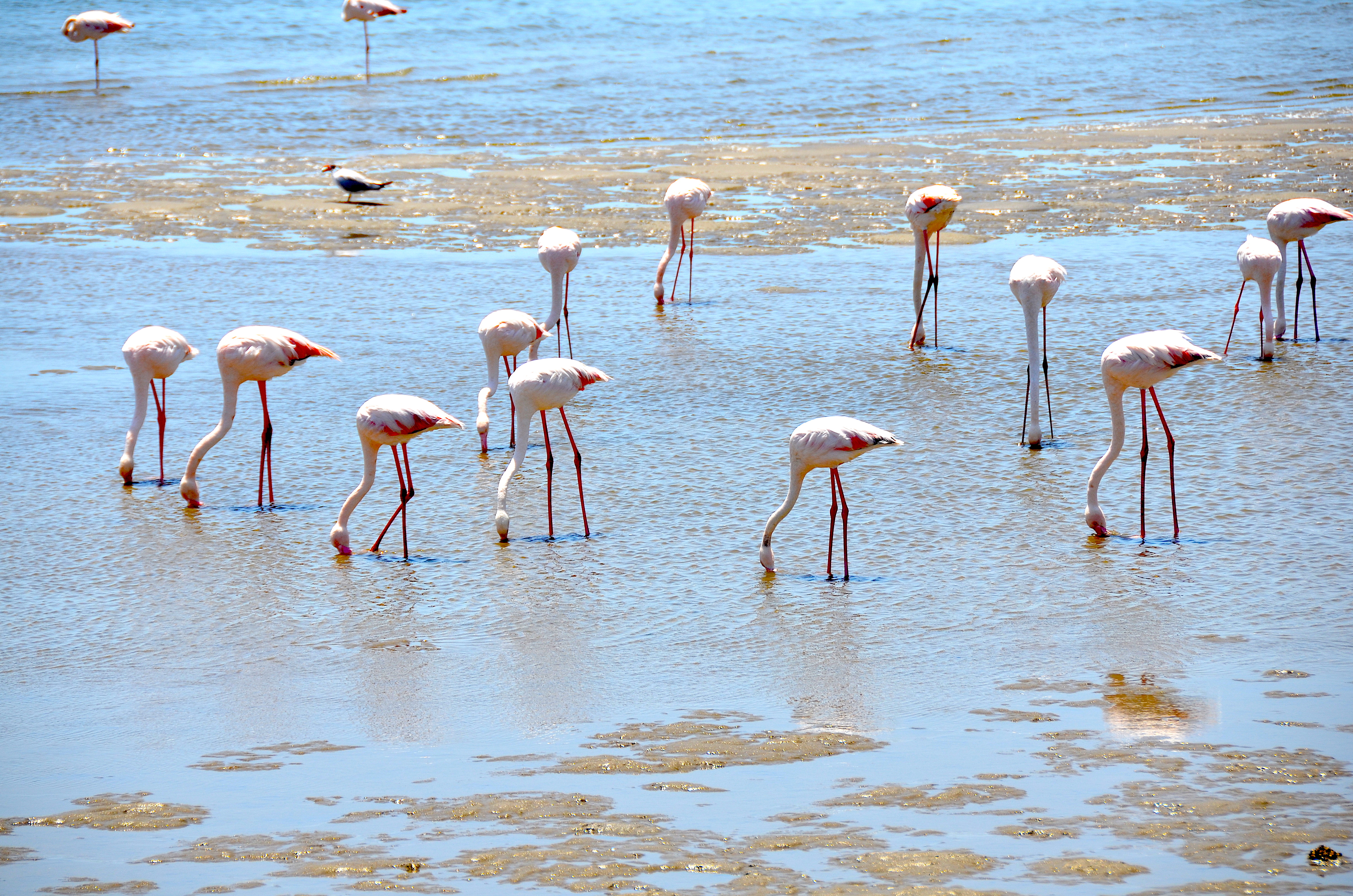
Rosaflamingos auf Nahrungssuche bei Walvis Bay (Namibia)

Die Nahrungssuche in großen Trupps ist typisch für Flamingos. Das einzelne Individuum profitiert von der gemeinsamen Nahrungssuche, weil es weniger Zeit aufwenden muss, um auf sich nähernden Prädatoren oder anderen Arten von Störungen zu achten. Sie profitieren aber in der Regel nicht durch eine bessere Ausnutzung der verfügbaren Nahrungsquellen. Auf den Salzseen in der Nähe von Larnaka, Zypern, suchen Rosaflamingos jedoch gelegentlich in drei oder vier langen Reihen gemeinsam nach Nahrung. Die Zoologen Alan Johnson und Frank Cézilly vermuten, dass die vorderen Vögel so viele Artemisia aufscheuchen, dass sie sie nicht alle fangen können, diese aber von den hinter ihnen schreitenden Vögeln gefangen werden. Dünnschnabelmöwen schließen sich gelegentlich den Rosaflamingos an und profitieren ebenfalls von den aufgewirbelten Nahrungstieren.
Insbesondere während der Fortpflanzungszeit legen Rosaflamingos weite Strecken zu ihren Nahrungsgründen zurück. Wie alle Flamingos brüten sie nur an Stellen, an denen sie weitgehend ungestört sind. Solche Stellen finden sich nicht notwendigerweise an nahrungsreichen Gewässern, so dass sie gezwungen sind, andere Gewässer aufzusuchen, um ausreichend Nahrung für sich und ihren Nachwuchs zu finden. Der Rosaflamingo gilt dabei als die Flamingoart, die die längsten Nahrungsflüge durchführt. An der Laguna de Fuente de Piedra brütende Rosaflamingos sind im Verlauf der Fortpflanzungszeit gezwungen, zum Fressen das Mündungsgebiet von Guadalquivir und die Bucht von Cádiz aufzusuchen, die zwischen 140 und 200 Kilometer von der Brutkolonie entfernt liegen. Flamingos fliegen während der Nacht in die Nahrungsgründe. Für die Strecke, die sie zurücklegen müssen, benötigen sie mindestens zwei Stunden. Die meisten Flamingos bleiben mindestens einen Tag in den Nahrungsgründen und kehren in der nächsten Nacht zurück. Bei einigen hat man jedoch beobachtet, dass sie sofort nach dem Füttern der Jungen erneut aufbrechen, so dass zumindest eine kleinere Zahl mindestens 300 Kilometer in der Nacht zurücklegt.

## Fortpflanzung

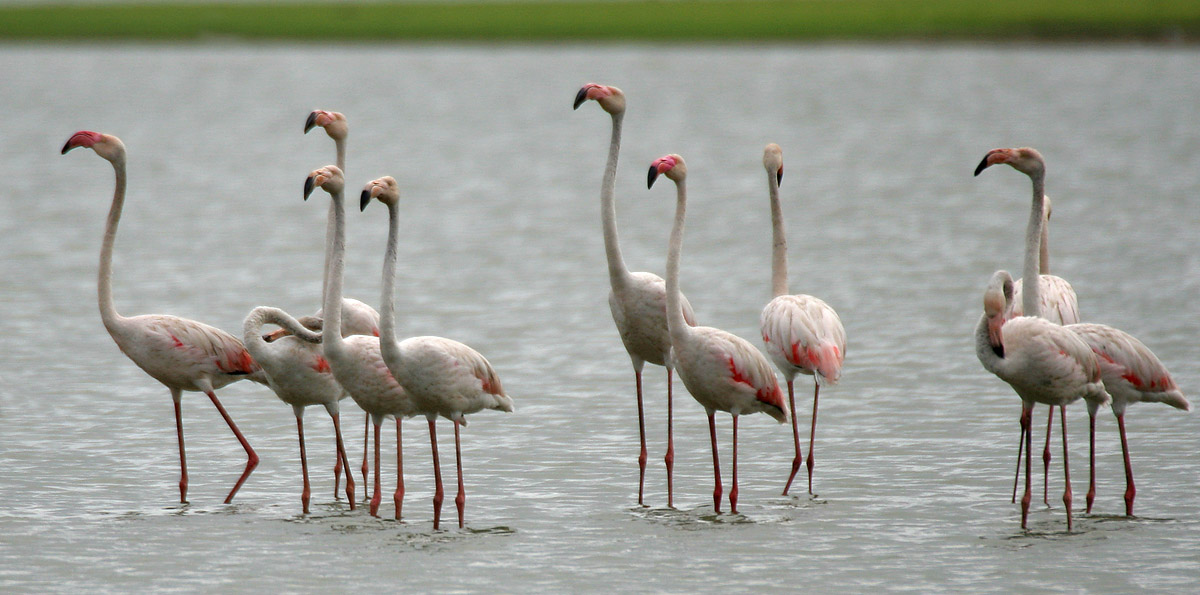
Rosaflamingos in der „Alert Posture“ („Alarm-Haltung“)

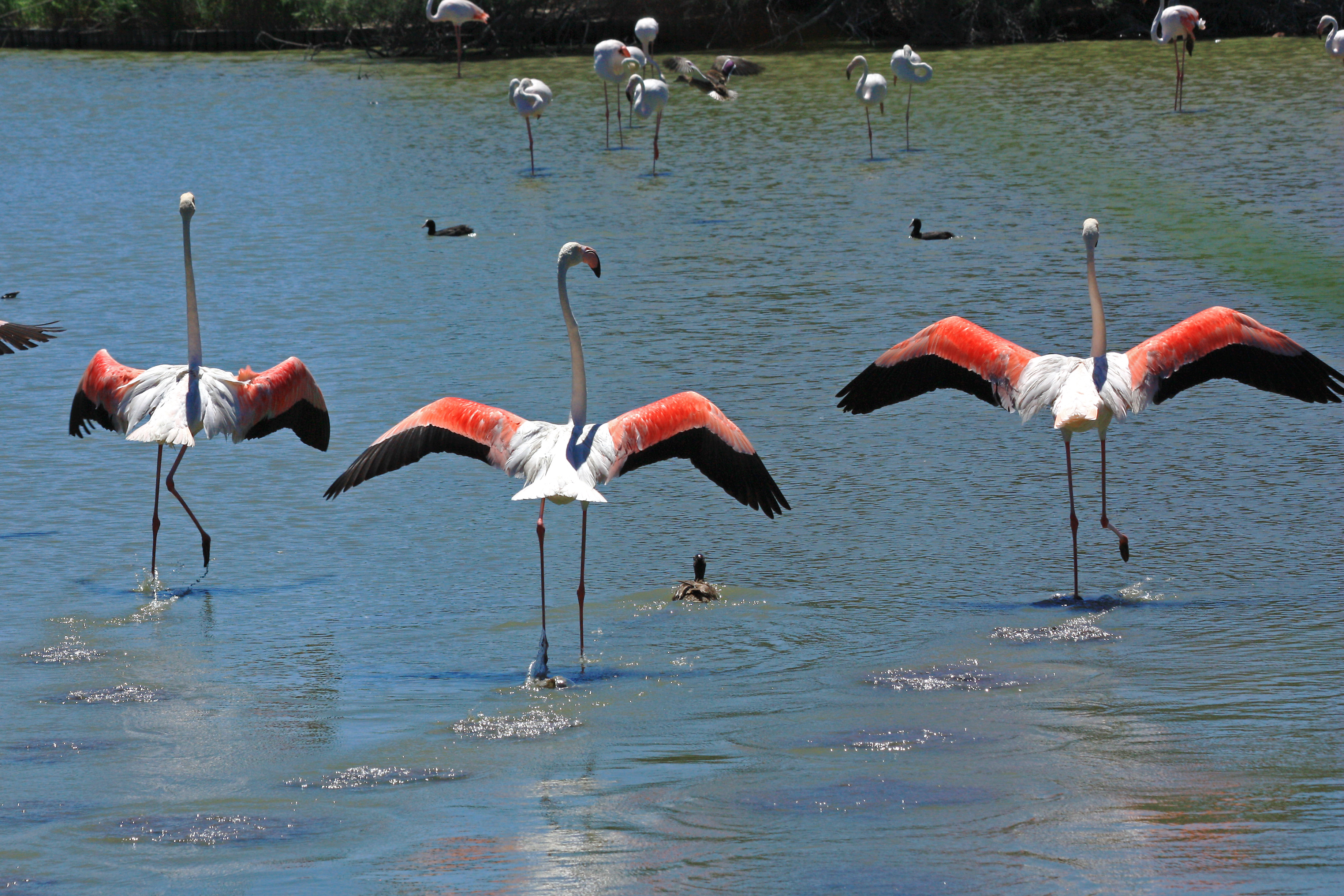
Rosaflamingos beim „Wing-salute“ („Flügel-Gruß“), einem der Elemente des Imponierverhaltens

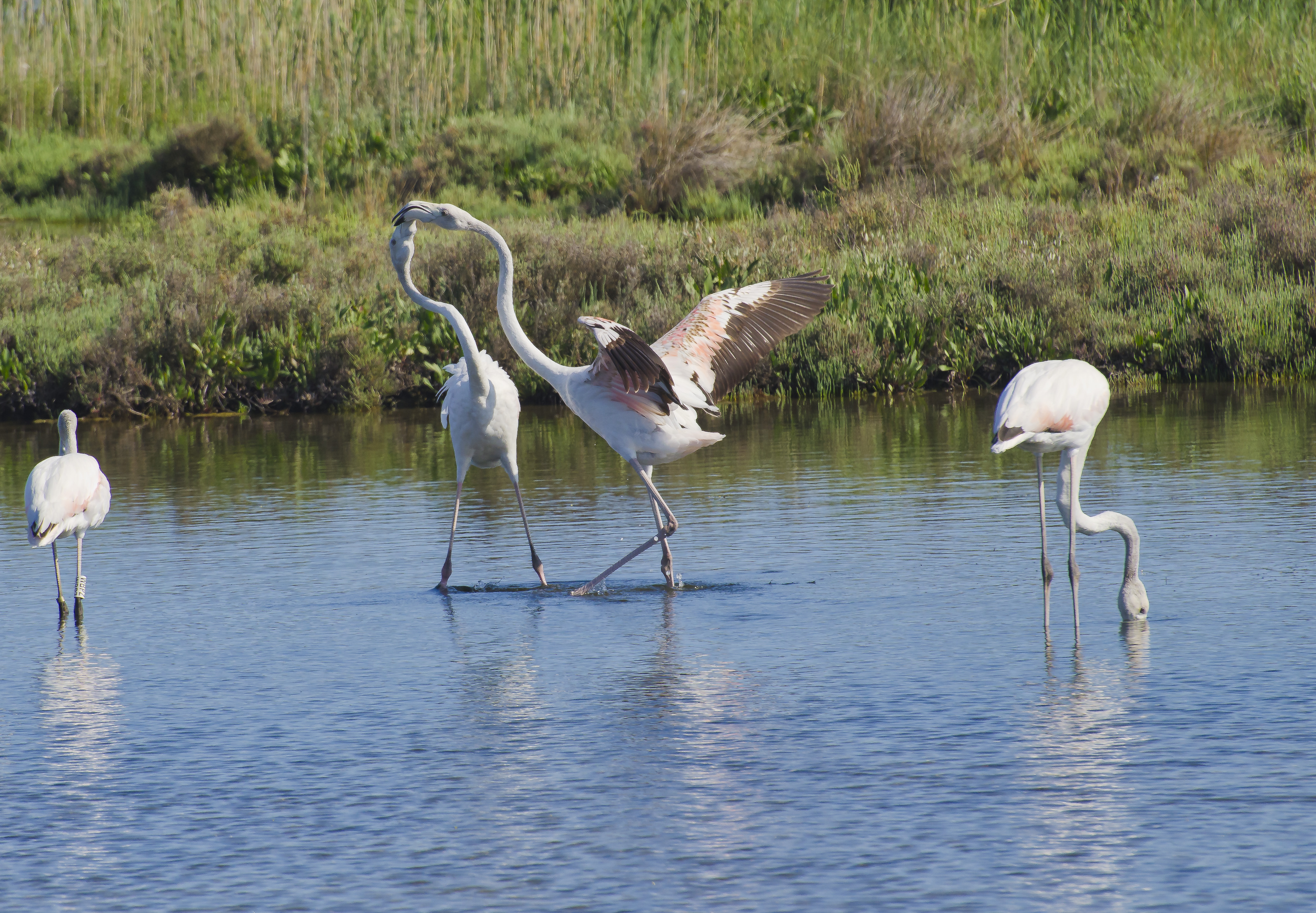
Aggressionsverhalten bei Territorialstreitigkeit

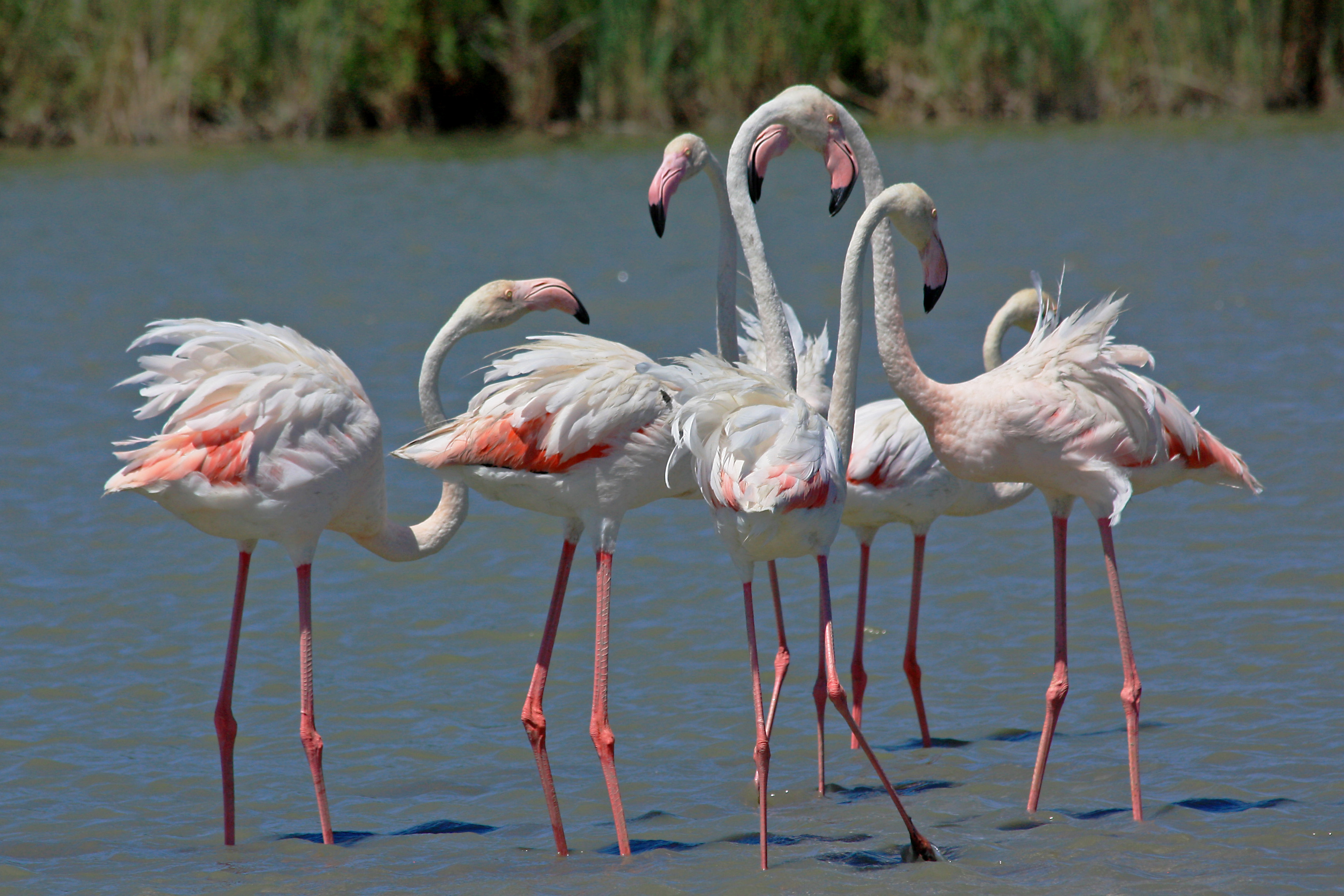
Das gesträubte Rückengefieder ist ein Hinweis auf eine erregte Stimmung unter den versammelten Rosaflamingos.

Eine detaillierte Beschreibung des Imponierverhaltens ist im Artikel Flamingo im Abschnitt Fortpflanzung wiedergegeben.

Wie alle Flamingos sind Rosaflamingos in großen Teilen ihres Verbreitungsgebietes opportunistische Brüter, die nur dann zur Brut schreiten, wenn sie die richtigen Voraussetzungen dafür vorfinden. Inwieweit das aus vielen ritualisierten Elementen bestehende Imponierverhalten der Rosaflamingos dazu dient, die Brutstimmung innerhalb der Kolonie zu synchronisieren, oder ob dieses Verhalten primär darauf abzielt, einen geeigneten Brutpartner zu finden, wird in der Literatur kontrovers diskutiert. Im Mittelmeerraum beginnen Rosaflamingos mit dem Imponierverhalten meistens ab Mitte Dezember und damit lange vor dem Brutbeginn.

### Paarbindung und Paarung
Rosaflamingos sind wie alle anderen Flamingoarten seriell monogam, d. h., sie gehen mit jeder Fortpflanzungsperiode eine andere Bindung mit einem Partnervogel ein. Untersuchungen in der Camargue haben belegt, dass eine erneute Verpaarung mit dem Partnervogel der vorherigen Fortpflanzungsperiode für Rosaflamingos eine seltene Ausnahme ist. Scheitert der erste Brutversuch, dann kommt es häufig sogar zu einem Paarwechsel innerhalb der Brutperiode. Solche zweiten Brutversuche mit einem neuen Partner werden häufiger für Männchen als für Weibchen beobachtet. Dies kann darauf zurückzuführen sein, dass die Produktion des Eis für das Weibchen so energiezehrend ist, dass sie häufiger als Männchen von einem zweiten Brutversuch absehen.
Der Zeitpunkt, zu dem Rosaflamingos sich verpaaren, ist variabel. Er kann wenige Tage vor Brutbeginn liegen, mitunter bestehen Paarbeziehungen aber auch schon Monate vor dem Nisten. In der Camargue sind erste verpaarte Vögel bereits ab Ende Dezember erkennbar. Sie halten sich innerhalb der Trupps in großer Nähe zueinander auf, fliegen gemeinsam auf und vollführen einzelne Elemente des Imponierverhaltens gemeinsam. Diese enge Bindung an den Partnervogel währt bis kurz nach der Eiablage. Danach treffen Männchen und Weibchen nur noch aufeinander, wenn sie sich beim Brutgeschäft ablösen. Sobald der Jungvogel geschlüpft ist und sich noch im Nest befindet, sind beide Elternvögel wieder häufiger gemeinsam zu beobachten. In der Camargue endet die erkennbare Beziehung zwischen zwei Partnervögeln im Verlauf des Juni.
Die Paarung erfolgt etwas abseits des Trupps. Das hinter dem Weibchen laufende Männchen signalisiert seinen Paarungswunsch, indem es das Weibchen am Rückende mit seinem Schnabel berührt. Das paarungsbereite Weibchen bleibt stehen oder wird langsamer, senkt seinen Kopf und breitet seine Flügel etwas aus. Das Männchen besteigt dann unter Flügelschlagen das Weibchen. Der gesamte Paarungsakt dauert nicht länger als sechs bis sieben Sekunden. Paarungen mit Individuen, mit denen keine Paarbeziehungen bestehen, kommen vor. Nicht verpaarte Männchen versuchen gelegentlich sich mit einem anderweitig verpaarten Weibchen zu paaren und verpaarte Männchen reagieren aggressiv auf alle Männchen, die sich ihrem Weibchen nähern. Inwieweit verpaarte Weibchen aktiv Paarungen mit Männchen außerhalb ihrer bestehenden Paarbeziehung anstreben, ist nicht bekannt. Ein solches Verhalten ist aber für andere koloniebrütende und monogame Vogelarten bekannt und würde die Reproduktionschancen des Weibchens erhöhen.

### Brutkolonien
In der Camargue, die in der Regel jährlich Umweltbedingungen bietet, die eine Brut ermöglichen, erscheinen die ersten Individuen in der Nähe der traditionellen Brutplätze Wochen vor Beginn der Eiablage. Dies sind jedoch nicht zwingend die Individuen, die erfolgreich einen Jungvogel großziehen. Rosaflamingos ziehen in der Regel nur dann erfolgreich Junge groß, wenn sich eine hinreichend große Zahl an Paaren in ihrem Brutverhalten synchronisiert hat. Flamingos, die deutlich früher als andere mit der Eiablage beginnen, verlassen in der Regel ihr frisch gelegtes Ei, wenn abends die große Zahl der noch nicht brutbereiten Individuen in die Nahrungsgründe aufbricht.
Häufig übersteigt die Zahl der brutwilligen Paare den verfügbaren Platz. In diesen Fällen setzt eine starke intraspezifische Konkurrenz um die besten Niststellen ein. Einige der Brutpaare weichen auf suboptimale Nistplätze aus, die beispielsweise stärker von Prädatoren heimgesucht werden. Brutversuche an solchen Stellen scheitern in den meisten Fällen. Da es sich bei den auf solche suboptimale Nistplätze verdrängten Flamingos meist um junge Individuen handelt, die generell einen niedrigeren Bruterfolg als älteren Vögel haben, lässt sich nicht differenzieren, ob es die Suboptimalität des Nistplatzes oder die Unerfahrenheit der Brutpaare ist, die zum Scheitern des Brutversuches führt. Junge Individuen sind meist auch an der Etablierung neuer Brutkolonien überproportional beteiligt. Häufig erfolgt der Brutversuch im ersten Jahr später als für die geographische Lage typisch und es werden keine Jungvögel groß. Wie an mehreren in Italien, Spanien und der Türkei neu gegründeten Brutkolonien beobachtbar war, erfolgt die Eiablage in späteren Jahren an diesen Stellen zu typischeren Zeiten und es werden erfolgreich Jungvögel großgezogen.

### Nest

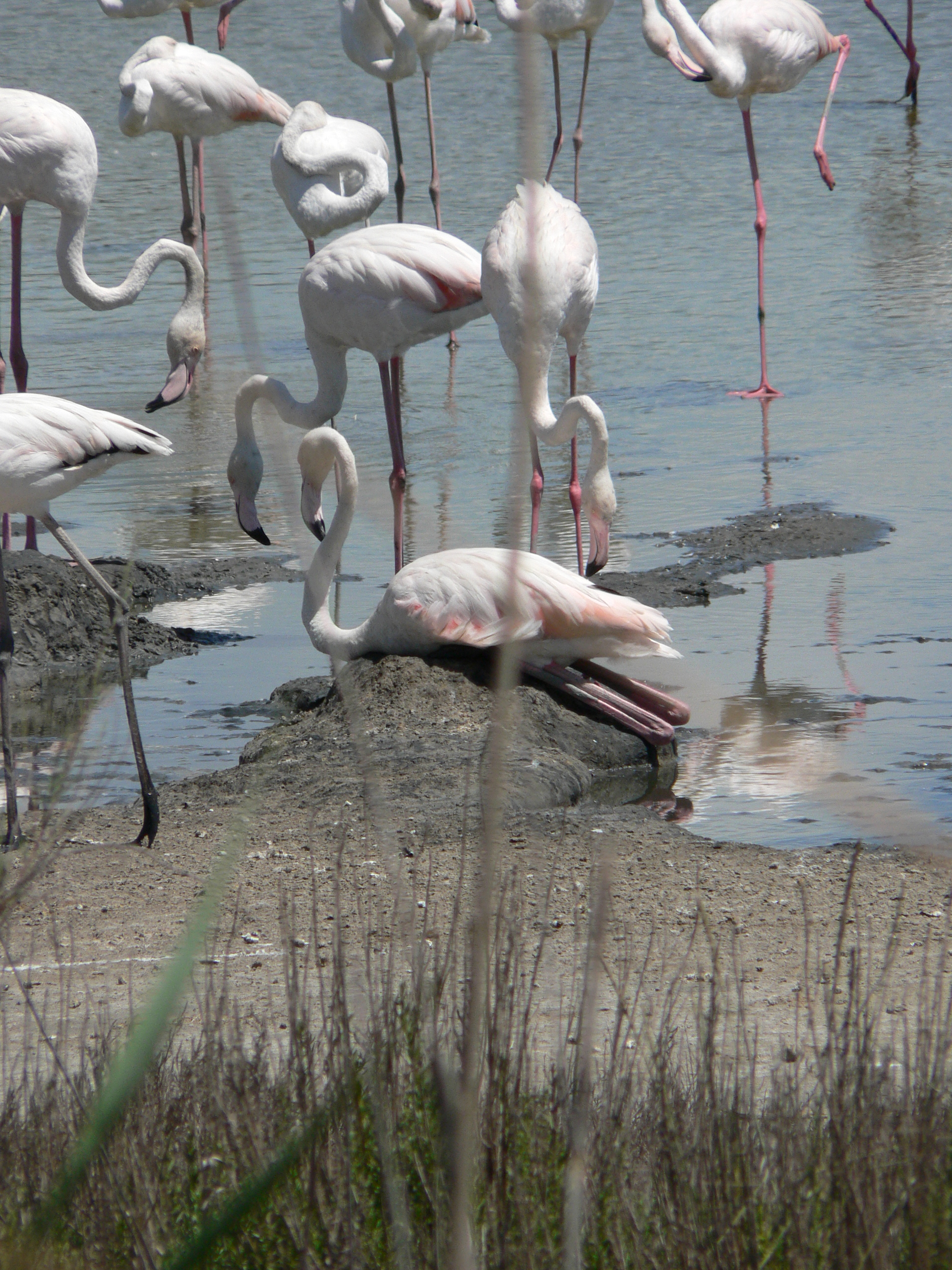
Brütender Rosaflamingo

Das Nest des Rosaflamingos ist ein kleiner konischer Schlammhügel, der gewöhnlich im seichten Wasser steht und der auf der Oberseite eine flache Mulde aufweist. Der Hügel, der an der Spitze einen Durchmesser von 25 bis 30 Zentimeter hat, schützt das Ei vor Überschwemmung durch den Anstieg des Wasserspiegels. Die kleine Mulde verhindert ein Wegrollen des Eis. In tropischem Klima ist die Hügelspitze auch deutlich kühler als der umgebende Schlamm. Die Brut auf diesen kleinen Schlammhügeln trägt hier auch dazu bei, den Embryo vor Überhitzung zu schützen.
Am Bau des Hügels sind beide Elternvögel beteiligt. Der jeweils am Nistplatz sitzende Flamingo kratzt dabei mit seinem Schnabel Schlamm und andere Materialien aus der Umgebung zusammen und schiebt diese in Richtung seines Körpers. Verbaut werden neben Schlamm auch kleine Kieselsteine, Muscheln, alte Eischalen und kleine Ästchen oder Wurzeln von anderen Pflanzen. Das angehäufte Material wird dann festgetrampelt. Es trocknet zu einem harten Kegelstumpf. Da Flamingos auch bereits bestehende Schlammkegel nutzen, können diese Kegel eine beträchtliche Höhe erreichen. Auf einigen Brutinseln in der Camargue sind die Schlammkegel bis zu einem Meter hoch und bestehen aus mehr als 50 Kilogramm verbauten Materials. Brüten Rosaflamingos auf steinigem Grund, wie es beispielsweise am Urmiasee, Iran, oder am Elmenteitasee, Kenia, der Fall ist, errichten sie keine Hügel, sondern legen ihre Eier direkt auf die bloße Erde.
Die Dichte an brütenden Flamingos nimmt ab, je voluminöser die einzelnen Nestkegel werden. An geeigneten Stellen kommt es wegen der starken Nistplatzkonkurrenz auch dazu, dass Rosaflamingos in den Vertiefungen zwischen zwei Nestkegeln brüten. Diese Bruten sind nur dann erfolgreich, wenn während der Brutzeit der Wasserstand nicht stark steigt. In der Camargue stehen durchschnittlich 2,7 Brutkegel je Quadratmeter. Das liegt deutlich über dem weltweiten Durchschnitt, der 1,3 Kegel pro Quadratmeter beträgt.

### Brutfrequenz und Zeitpunkt der Eiablage
Ein Faktor, der den Zeitpunkt der Eiablage wesentlich beeinflusst, ist die geographische Breitenlage der Brutkolonie. In der Region Kaolack, Senegal, beginnen einige Rosaflamingos bereits Ende November mit der Brut, in Tunesien brüten sie ab Ende Januar, an der Laguna de Fuenta de Piedra gab es die frühesten beobachteten Bruten Anfang Februar. In der Camargue dagegen fällt die Eiablage in den Zeitraum von Anfang März bis Anfang Mai mit einem Höhepunkt zu Beginn des Aprils. Am Tengizsee, Kasachstan, und am Urmiasee, Iran, legen die Rosaflamingos erst ab Ende Mai bis Ende Juni. Einzelne Brutkolonien weichen jedoch auffällig von dem Muster zwischen geographischer Lage und Eiablage ab. So beginnen Rosaflamingos in einer der Brutkolonien Mauretaniens bereits im Dezember mit der Brut, für zwei andere wird jedoch ein Brutbeginn erst ab März beobachtet. Hohe Tiden zu bestimmten Jahreszeiten sowie Unterschiede in der Verfügbarkeit von Nahrung gelten als Grund dafür.
Zu jährlichen Bruten kommt es nur in Brutkolonien, die relativ stabile Umweltbedingungen anbieten. Dies trifft beispielsweise auf die Camargue zu, aber auch hier beeinflusst der Wasserstand die Zahl der brütenden Paare. In Brutkolonien, die in Regionen liegen, deren Umweltbedingungen sich von Jahr zu Jahr stark unterscheiden, haben Niederschlagsmengen einen erheblichen Einfluss darauf, ob Rosaflamingos überhaupt zur Brut schreiten. An der Laguna de Fuente de Piedra, im Etosha-Nationalpark, Namibia, und in tunesischen Brutkolonien sind ausreichende Niederschlagsmengen in den vorangegangenen Monaten Voraussetzung dafür, dass es zu Brutversuchen kommt.
Die Chance, dass ein einzelner Jungvogel groß wird, steigt, je mehr annähernd gleichaltrige Junge in einer Kolonie vorhanden sind. Rosaflamingos legen daher ihre Eier weitgehend synchron. In der Camargue hat man über einen Zeitraum von 37 Jahren innerhalb von Kolonien eine Zeitspanne der Eiablage von 8 bis 74 Tagen beobachtet, wobei der Durchschnitt 38 Tage beträgt. Ursache für die verhältnismäßig große Zeitspanne ist auch, dass einzelne Brutpaare ihren Brutversuch abbrechen und der aufgegebene Brutkegel dann von einem neuen Brutpaar besetzt wird.

### Gelege

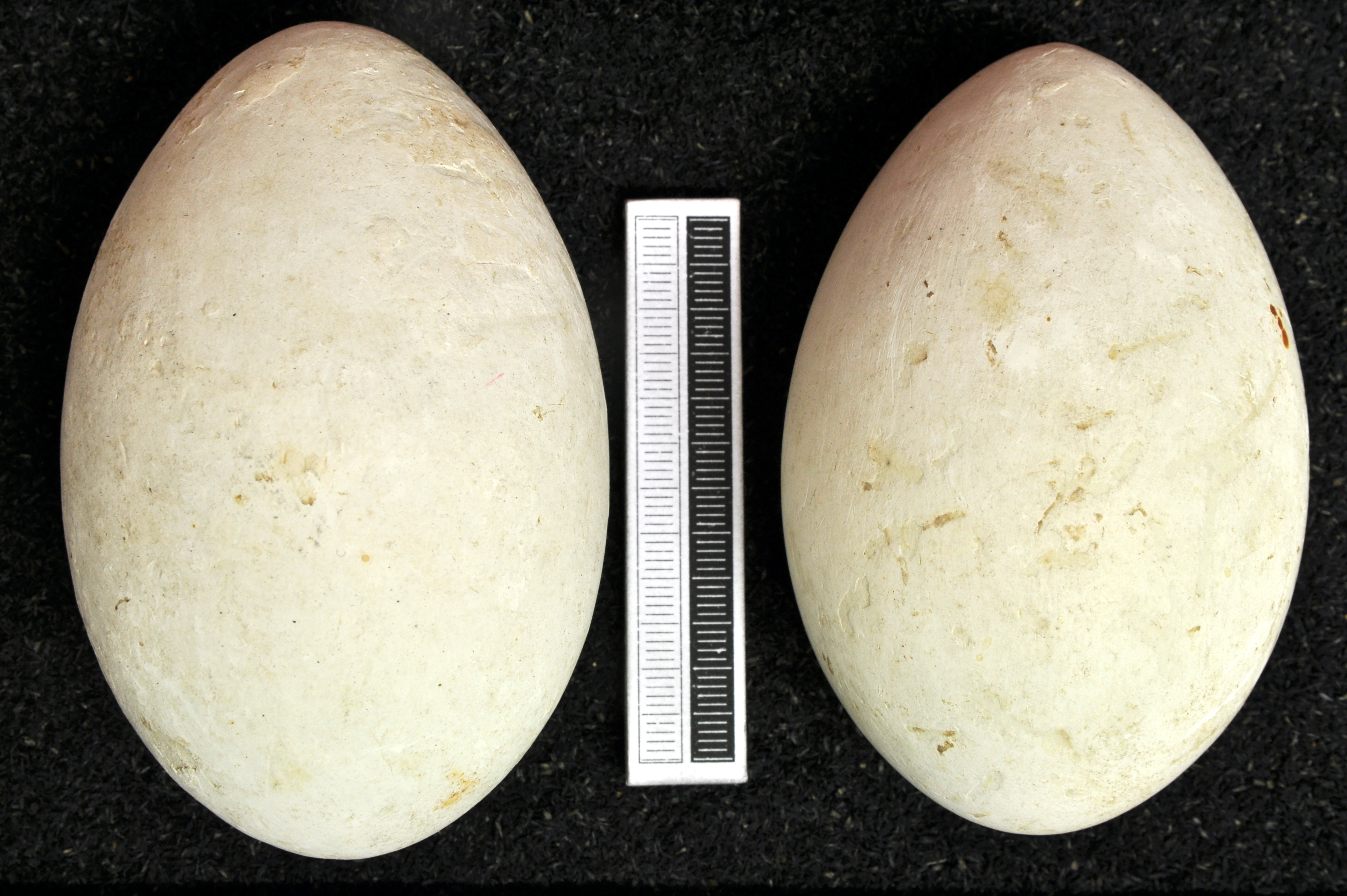
Eier des Rosaflamingos, Sammlung Museum Wiesbaden

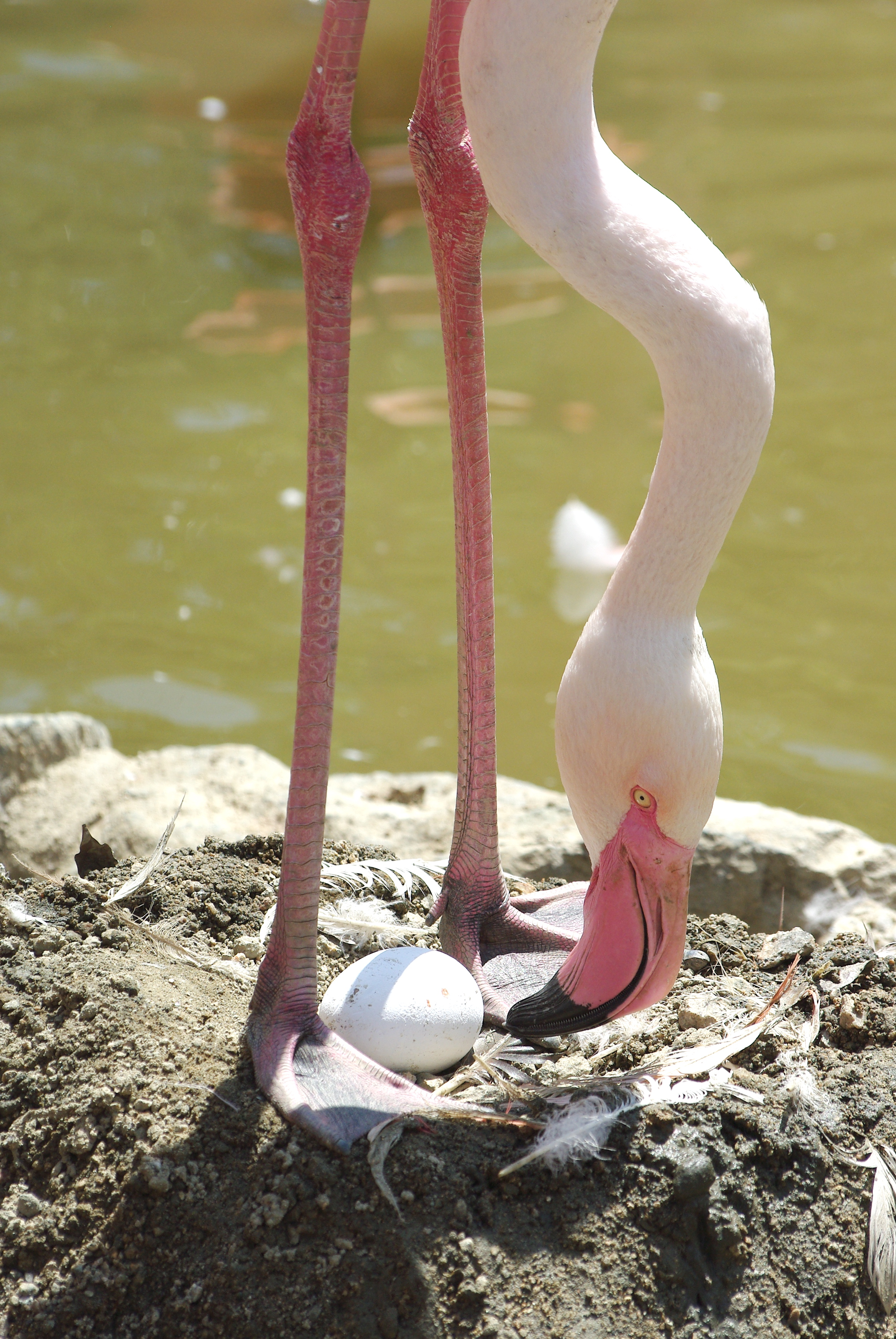
Rosaflamingo mit Ei, Kobe Oji Zoo, Japan

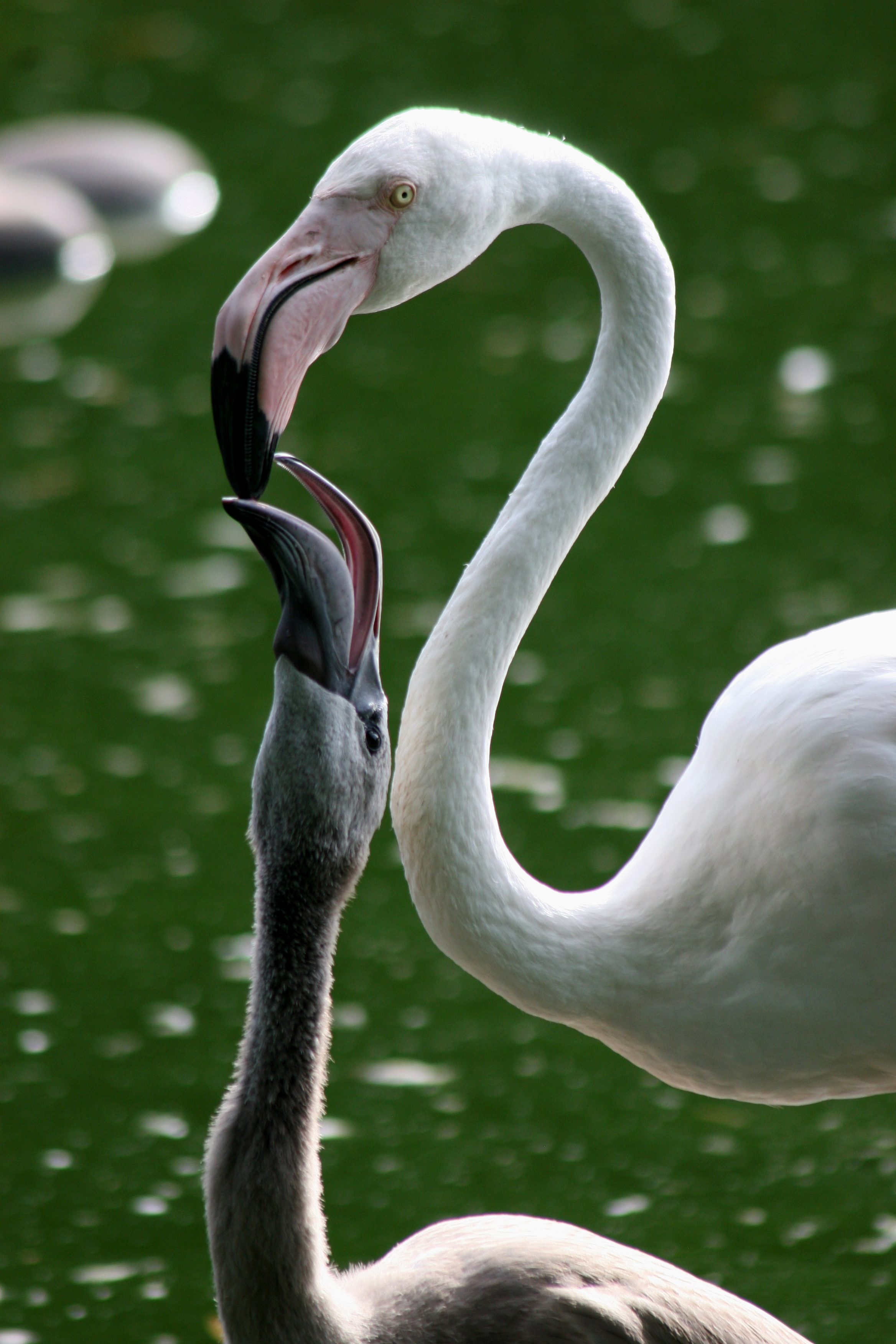
Fütterung mit Kropfmilch

Die Eiablage erfolgt sowohl während des Tages als auch während der Nacht. Während der Ablage neigt das Weibchen seinen Körper nach vorne und presst den Schwanz nach unten, um zu verhindern, dass das Ei vom Nistkegel rollt. Geschieht dies trotzdem, geben Rosaflamingos ihre Brut auf.
Rosaflamingos legen gewöhnlich nur ein Ei. Es gibt Ausnahmefälle, bei denen Weibchen zwei Eier legen und auch zwei Jungvögel großziehen. Zwei Eier auf einem Brutkegel sind mit größerer Wahrscheinlichkeit aber auf die Eiablage von zwei Weibchen zurückzuführen. Dabei kann es sich um intraspezifischen Brutparasitismus handeln, wie er für andere in Kolonien brütende Vogelarten nachgewiesen ist. Wo ein sehr hoher Konkurrenzdruck um geeignete Niststandorte gegeben ist, ist es auch möglich, dass ein Brutpaar seine Brut nach der Eiablage abgebrochen und ein zweites Paar den Nistplatz sehr schnell besetzt hat.
Das Ei des Rosaflamingos ist länglich spindelförmig. Es ist grünlichweiß mit einem kreidigen, weißen Überzug, der ziemlich weich ist und mit der Zeit zerkratzt und verschmutzt wird. Das Ei misst im Schnitt 88 × 52 Millimeter und wiegt 173 Gramm. Das entspricht etwa 6,8 Prozent des Körpergewichts des Weibchens.

### Brut
Die Brut beginnt mit der Eiablage und währt etwa 29 Tage. Beide Elternvögel sind an der Brut beteiligt. Ein oder zwei Tage nach Eiablage verlässt einer der beiden Elternvögel den Brutplatz, um nach Nahrung zu suchen. In der Camargue dauert die Abwesenheit eines der Elternvögel ein bis vier Tage. Die Länge der Abwesenheit ist beeinflusst von der Verfügbarkeit von Nahrung, der Fähigkeit des einzelnen Vogels, Nahrung effizient zu sich zu nehmen und möglicherweise auch der Distanz, die der Flamingo zu den nächsten Nahrungsgründen zurückzulegen hat. In der Camargue haben auch die Wetterbedingungen einen Einfluss darauf, wie lange ein Elternvogel wegbleibt. Heftige Winde, die im Frühjahr häufiger sind, verhindern, dass die Vögel in den Salzlagunen in der Nähe der Brutkolonie Nahrung zu sich nehmen können.
Die Ablösung des brütenden Elternvogels durch den zurückkehrenden Partner erfolgt ohne ritualisierte Handlungselemente. Der rückkehrende Vogel nähert sich dem Nest und wartet, bis der brütende sich vom Brutkegel erhebt. Er setzt sich dann auf das Nest und bewegt seinen Körper mit kleinen Seitenbewegungen, bis das Ei unter dem Brutfleck zu liegen kommt, der wie bei allen Flamingoarten nur schwach entwickelt ist.

### Entwicklung der Jungvögel
Das Dunenjunge benötigt 24 bis 36 Stunden, bis es aus dem Ei geschlüpft ist. Die weiß bedunten Küken sind sehr weit entwickelt und verbleiben nur die erste Lebenswoche im Nest. Während dieser Zeit werden sie von den Elternvögeln gehudert. Mit drei oder vier Lebenstagen beginnen die Jungvögel zu stehen, ab dem vierten Lebenstag tragen sie ein grauweißes Dunenkleid, die anfangs rosafarbenen Beine werden gräulich. Ab dem siebten Lebenstag sind sie im Nest bereits sehr aktiv, picken nach Objekten und schlagen mit den kleinen Flügeln. Ab dem neunten Lebenstag verlassen sie das Nest. Die Elternvögel begleiten das Junge dabei, hudern es aber nicht mehr.
Ein durch die Brutkolonie wandernder Jungvogel ist warnenden Schnabelschlägen durch andere, noch brütende Rosaflamingos ausgesetzt. Die Elternvögel reagieren darauf mit einem ebenso aggressiven Verhalten gegenüber Adulten und Jungvögeln. Solches Verhalten lässt erst nach, wenn sich der Jungvogel im Alter von etwa zehn bis zwölf Tagen einer Crèche anschließt. Die Jungvögeln, die einer solchen Ansammlung angehören, halten sich zum Schutz vor Prädatoren ständig im Wasser und an unzugänglichen Stellen in unmittelbarer Nähe von Gewässern auf und verbleiben nahe dem Nistplatz, sofern dieser nicht durch zurückgehenden Wasserstand trockenfällt. In Brutkolonien, die im Verlauf der Brutzeit wegen fallender Wasserstände nicht mehr von Wasser umgeben sind, sind sie in der Lage, beträchtliche Distanzen zurückzulegen, um das nächste Gewässer zu erreichen. Dabei werden sie in der Regel von einzelnen Elternvögeln begleitet. Jungvögel verbleiben in der Crèche, bis sie flügge sind.
In der Nähe von Brutkolonien können sich eine oder mehrere Crèches bilden. Die Zahl der in einer Crèche versammelten Jungvögel kann beeindruckend sein. In der Camargue wurde im Jahre 2000 eine Crèche mit 14.500, in der Laguna de Fuente de Piedra im Jahre 1998 eine mit 15.300 und im Urmiasee im Jahre 1973 eine mit 20.000 Jungvögeln gezählt. Der indische Ornithologe Salim Ali schätzte 1960 die Crèche-Größe der Brutkolonie im westindischen Rann von Kachchh sogar auf 500.000 Jungvögel, diese Zahl wird jedoch von einigen Autoren mit Skepsis gewertet.
Tagsüber sind die Jungvögel weitgehend inaktiv und bleiben in dichten Gruppen beieinander. Sie werden in der Dämmerung und während der Nacht von ihren Elternvögeln gefüttert. Über lange Zeit war man davon überzeugt, dass Rosaflamingos jeden beliebigen Jungvögel füttern, genauere Untersuchungen in den letzten Jahrzehnten haben diese Auffassung jedoch widerlegt. Elternvögel finden ihr Junges in diesen Crèches durch Lautgebung, Rosaflamingos haben außerdem eine sehr individuell gefärbte schwarze Schnabelspitze. Dies könnte ein visuelles Signal sein, das den Jungvögeln hilft, ihren Elternvogel zu erkennen. Die Elternvögel treffen in kleinen und großen Trupps in der Nähe der Crèche ein, worauf sich die eng gepackten Gruppen der Jungvögel auflösen und sowohl Elternvögel als auch Jungvögel aufeinander zulaufen. In einigen Fällen sind die Elternvögel in der Lage, ihren Nachwuchs sehr schnell zu finden, während andere sehr lange nach ihm suchen müssen. Beobachtungen in der Camargue lassen vermuten, dass Jungvögel sich häufig an der gleichen Stelle in der Crèche aufhalten und dies das Auffinden eines individuellen Jungvogels erleichtert.
Rosaflamingos füttern ihren Jungvogel mit Kropfmilch, der Jungvogel steht dabei vor dem Elternvogel und blickt in dieselbe Richtung wie der dieser. Während der Fütterung liegt die Schnabelspitze auf dem Unterschnabel des Jungvogels auf. Während Jungvögel, die das Nest noch nicht verlassen haben, mehrfach am Tage gefüttert werden, nimmt die Frequenz der Fütterung stark ab, sobald die Jungvögel in der Crèche sind. Manche Jungvögel, die sich in einer Crèche aufhalten, erhalten nicht täglich Futter. Eine einzelne Fütterung eines in einer Crèche lebenden Jungvogels dauert durchschnittlich 15 Minuten. Ab dem 30. Lebenstag, wenn ihr Schnabel schon sehr weit entwickelt sind, beginnen die Jungvögel auch selbst Futter aufzunehmen, sofern der Ort der Crèche geeignete Nahrung bietet. Die Fütterung durch die Elternvögel endet, wenn die Jungvögel flügge werden und die Crèche verlassen. Es besteht in der Literatur keine Einigkeit, wie alt die Jungvögel zu diesem Zeitpunkt sind. Für den kenianischen Elmenteitasee wird eine Spanne von 75 bis 78 Lebenstage angegeben, in der Camargue sind sie zum Zeitpunkt des Flüggewerdens zwischen 71 und 98 Tage alt, der beobachtete Median beträgt 80 Tage.

### Bruterfolg
Rosaflamingos reagieren sehr empfindlich auf Störungen in der Brutkolonie. Ungewohnte Ereignisse können dazu führen, dass die Brutpaare einer Kolonie in großer Zahl ihren Brutversuch abbrechen. In der Camargue war dies 1987 beispielsweise bei einer Zahl von 3000 bis 4000 Brutpaaren der Fall, nachdem ein Luftballon durch die Kolonie driftete. Sieben Jahre zuvor veranlasste ein sich über mehrere Wochen in der Brutkolonie aufhaltender Basstölpel eine größere Zahl von Brutpaaren, ihre Nester zu verlassen. Ähnliche Auswirkungen kann das Sammeln von Eiern, eine zu große Annäherung durch Photographen oder das ungewohnte Auftauchen eines niedrig fliegenden Flugzeugs haben.
Natürliche Einflüsse wirken sich jedoch in der Regel stärker als Störungen auf den Bruterfolg aus. Drastische Veränderungen im Wasserstand können unabhängig vom Brutfortschritt ein Anlass für brütende Flamingos sein, ihr Gelege aufzugeben. Stark steigende Wasserstände gefährden nicht nur Gelege, sondern auch die Jungvögel. Fallen die Wasserstände zu stark, ist die Kolonie oder die Crèche für Prädatoren leichter erreichbar. Regen und starke Winde sind weitere Faktoren, die entweder dazu führen, dass Rosaflamingos während der Bebrütung des Eis nur unzureichend Nahrung finden und deswegen ihre Brut aufgeben oder zur Folge haben, dass sie ihren Nachwuchs nicht ausreichend füttern können. Für die Camargue ist nachgewiesen, dass selbst geringe Änderungen im Wasserstand einen Einfluss auf das Körpergewicht flügge werdender Rosaflamingos haben. Dies wiederum hat einen Einfluss auf die Überlebenschance der Jungvögel.
Das Alter des Brutpaars beeinflusst gleichfalls den Bruterfolg. Ältere Brutpaare weisen eine höhere Schlupfrate als junge Brutpaare auf, dagegen lassen sich keine altersbezogenen Unterschiede beim Aufziehen des Nachwuchses feststellen. Der Unterschied in der Schlupfrate wird darauf zurückgeführt, dass vor allem junge Weibchen ihr Gelege häufiger aufgeben. Vermutet wird, dass junge Weibchen durch die Eiablage stärker physiologisch gestresst sind als ältere. Kommt zusätzlich eine verminderte Nahrungsaufnahme durch ungünstige Witterungsbedingungen hinzu, brechen sie die Brut ab. Die Zoologen Alan Johnson und Frank Cézilly weisen darauf hin, dass ein solches Verhalten für langlebige Arten typisch ist, bei denen es für ein junges Individuum nicht sinnvoll ist, sein eigenes Überleben und damit seine langfristigen Reproduktionschancen auf den ersten Brutversuch zu setzen.

## Mortalitätsrate, Lebensalter und Mortalitätsursachen
Schätzungen für die Überlebensrate von jungen Rosaflamingos basieren auf Beringungsdaten in der Brutkolonie der Camargue. Mit Hilfe der Jolly-Seber-Methode wurden aus Wiedersichtungen von Rosaflamingos, die während ihrer Zeit in der Crèche beringt wurden, abgeleitet, dass Jungvögel vom Zeitpunkt der Beringung an eine Chance von 83,7 Prozent haben, ihr erstes Lebensjahr zu vollenden. Davon vollenden 71,5 Prozent ihr zweites und davon wiederum 88,8 Prozent ihr drittes Lebensjahr.
Die Mortalitätsrate adulter Rosaflamingos ist niedrig und beträgt pro Jahr durchschnittlich nur 3 Prozent. Rosaflamingos werden daher sehr alt. Der älteste wildlebende Rosaflamingo wurde 1957 als Jungvogel beringt und 1997 auf Sardinien wiedergefunden. Er starb nach einer Kollision mit einer Hochspannungsleitung. Rosaflamingos, die in zoologischen Gärten gehalten werden, erreichen ein deutlich höheres Lebensalter als ihre in Freiheit lebenden Artgenossen. Rosaflamingos des Zoos in Basel brüteten noch in einem Alter von 57 Jahren. Von einem weiteren Rosaflamingo, der 2006 im Zoo Basel gehalten wurde, ist bekannt, dass er seit mindestens 68 Jahren in zoologischen Gärten lebte. Er gehörte zu einer Lieferung von Flamingos, die der Zoo im Jahre 1932 erhielt und zu der nur vollständig ausgefärbte Individuen gehörten. Dieser Rosaflamingo hätte somit ein Lebensalter von mehr als 70 Jahren erreicht. Das bisher höchste bekannte Alter erreichte ein Rosaflamingo namens Greater, der im Januar 2014 83-jährig im Zoo der Stadt Adelaide verstarb.

### Natürliche Todesursachen

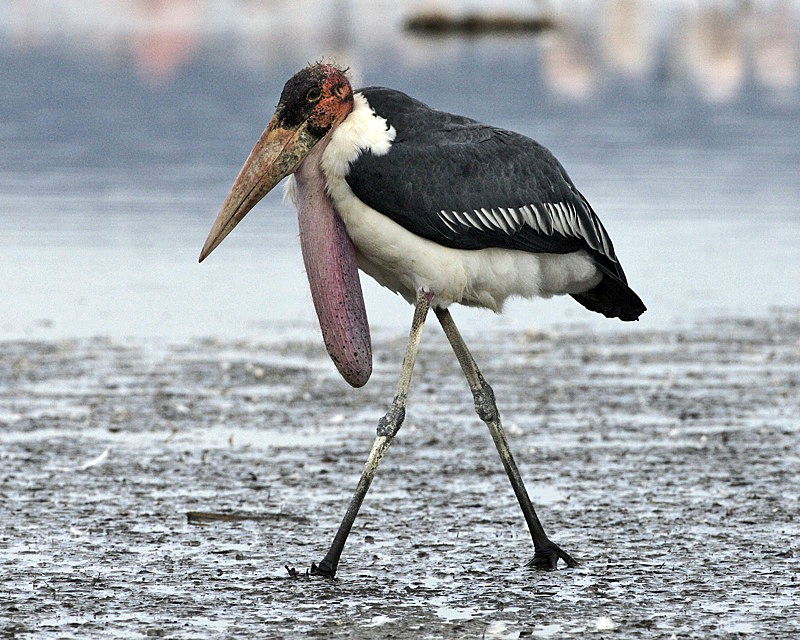
In Ostafrika erbeuten Marabus gelegentlich brütende Rosaflamingos.

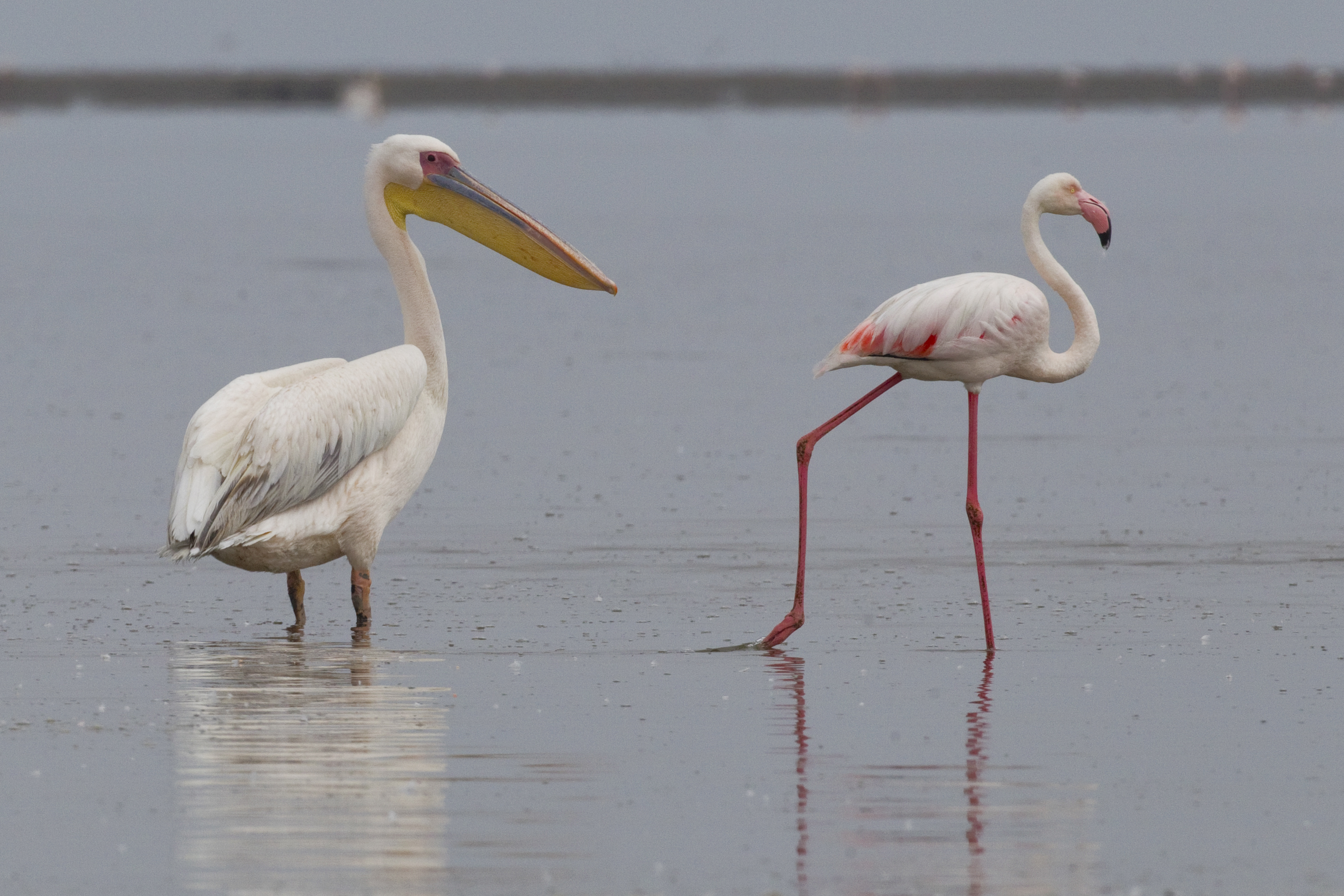
Die deutlich schwereren und größeren Rosapelikane können in Brutkolonien erhebliche Störungen verursachen.

Als wesentliche Mortalitätsursache von Rosaflamingos gelten extreme Wetterereignisse. Sowohl aus dem 20. als auch aus dem 19. Jahrhundert sind hunderte von toten Flamingos nach Hagelstürmen belegt. Extreme Kälteeinbrüche sind jedoch die am besten belegten Wetterereignisse, die zu einer hohen Mortalitätsrate unter Flamingos führen. Berichte von einer großen Zahl von im Eis festgefrorenen Flamingos gibt es für die Camargue unter anderem aus den Jahren 1789 und 1839. Gut dokumentiert sind die Auswirkungen eines Temperatursturzes im Jahre 1985 auf diesen Bestand: Circa 6650 Rosaflamingos starben, als am 2. Januar in der Camargue die Temperaturen auf −11 °C fielen und dieses extreme Wetter 15 Tage anhielt.
In den Nahrungsgründen von Flamingos kommt es gelegentlich zu Ausbrüchen von Botulismus (Typ C Clostridium botulinum), Flamingos scheinen daran jedoch in geringerem Maße als andere Wasservögel zu erkranken. Rosaflamingos sind anfällig für Erkrankungen, die durch Influenzaviren aus der Familie Orthomyxoviridae ausgelöst werden. 2002 wurden in Hongkong bei in Gefangenschaft gehaltenen Flamingos unter anderem Erkrankungen durch das Influenza-A-Virus H5N1 nachgewiesen. Die Newcastle-Krankheit kann ebenfalls zu Todesfällen unter Flamingos führen, allerdings ist unbekannt, welche Bedeutung diese Krankheit bei in Freiheit lebenden Rosaflamingos hat. Das Mycobacterium avium kann außerdem Geflügeltuberkulose bei Flamingos auslösen.
Nur wenige Tierarten erbeuten ausgewachsene Rosaflamingos. In Ostafrika gehören Rosaflamingos zum Beutespektrum einiger Adlerarten, und Marabus töten gelegentlich auch brütende Flamingos. Tüpfelhyänen schlagen gleichfalls adulte Flamingos, ein wesentlich häufigeres Beutetier dieser Raubsäuger ist aber der in Ostafrika zahlreicher vorkommende Zwergflamingo. Eine Reihe von Prädatoren findet jedoch in Brutkolonien von Rosaflamingos Beute, wenn diese Brutkolonien für sie erreichbar sind. Das ist gelegentlich nach stark fallenden Wasserständen der Fall. In der Camargue sind es vor allem Rotfüchse, Dachse und Wildschweine, die in solchen Fällen den Bruterfolg der Kolonie stark negativ beeinflussen. Drei Vogelarten haben einen ähnlichen Einfluss auf den Bruterfolg, indem sie entweder Gelege zerstören oder fressen, Jungvögel erbeuten oder für eine so nachhaltige Störung in der Brutkolonie sorgen, dass eine größere Zahl von brütenden Rosaflamingos die Brut aufgibt. Die Anwesenheit von Marabus in der Nähe einer Brutkolonie kann dazu führen, dass die gesamte Brutkolonie verlassen wird. Rosapelikane sind insbesondere am Elmenteitasee in Kenia ein ähnlicher Störfaktor. Die Rosapelikane, die größer und schwerer sind als Rosaflamingos, nisten auf denselben Inseln, sorgen für eine solche Unruhe, dass zahlreiche Rosaflamingos ihre Nester aufgeben. Die Anwesenheit von einer größeren Anzahl von Rosapelikanen ist ein verhältnismäßig neues Phänomen. Sie brüten am Elmenteitasee, seit im nahe liegenden Nakurusee Tilapia ausgesetzt worden sind. Der Nakurusee weist keine geeigneten Niststandorte für die Rosapelikane auf. Diese weichen für ihr Brutgeschäft daher auf den Elmenteitasee aus, wo sie die Rosaflamingos verdrängen.
Im Mittelmeerraum ist es vor allem die Mittelmeermöwe, die Eier und Jungvögel frisst. Die Möwen greifen auf dem Nistplatz sitzende Flamingos entweder an, indem sie sich ihnen von hinten nähern und ihnen in die Kniegelenke hacken und so die Flamingos zum Aufstehen zwingen, oder sie nähern sich ihnen von vorn, ergreifen diese am Schnabel und ziehen sie vom Nest. Die agilen Möwen schnappen dann entweder das Ei oder das im Nest befindliche Junge. Die Rosaflamingos haben diesen Angriffen nichts entgegenzusetzen. Auch Störungen in der Kolonie, bei denen Rosaflamingos kurzzeitig ihr Nest verlassen, werden von den Mittelmeermöwen ausgenutzt, um Eier und Jungvögel zu stehlen. In ähnlicher Form stellen im spanischen Nationalpark Coto de Doñana Heringsmöwen den Rosaflamingos nach.

### Einfluss des Menschen
In Europa ist die Jagd auf Rosaflamingos mittlerweile nicht mehr gestattet. Eines der letzten europäischen Länder, das dies zuließ, war Spanien. In einigen Ländern ihres weltweiten Verbreitungsgebietes ist die Jagd auf den Rosaflamingo noch zulässig, außerdem werden sie in einigen Regionen auch illegal bejagt. Indirekt sind Flamingos aber noch Opfer der Jagd. Wie Enten und Gänse nehmen sie während der Nahrungssuche auch Bleimunition auf und sterben deswegen gelegentlich an Bleivergiftungen. Kollisionen mit Hochspannungsleitungen sind eine weitere Todesursache. Im Süden Frankreichs kommt es gelegentlich auch zu Kollisionen mit Flugzeugen, da sich zwei große Flughäfen in der Nähe der Nahrungsgründe und der Brutkolonie befinden.

## Bestand und Gefährdung
Rosaflamingos gelten als eine weltweit nicht gefährdete Art. Insgesamt gilt der Bestand als stabil, die Abnahme der Bestandszahlen in einigen Regionen wie beispielsweise in Ostafrika wird durch die Zunahme in anderen Regionen kompensiert. Europa zählt zu den Regionen mit einer Zunahme von Brutpaaren. Kleinere Brutkolonien in Spanien und in Italien wurden neu gegründet. Gleichzeitig ist von den 35 Brutkolonien, die wegen der Zahl der brütenden Rosaflamingos als international bedeutsam galten, eine nach Trockenlegung für die Flamingos nicht mehr nutzbar und in sechs weiteren hat es seit mindestens zwanzig Jahren keine Brutversuche durch Rosaflamingos mehr gegeben. Wegen ihrer Abhängigkeit von verhältnismäßig wenigen Brutkolonien stehen Rosaflamingos deshalb unter Beobachtung. Rosaflamingos werden im Anhang II der Berner Konvention und in Spalte A des Abkommens zur Erhaltung der afrikanisch-eurasischen wandernden Wasservögel geführt. Die Aufnahme von Rosaflamingos in solche Schutzvereinbarungen ist auch deshalb von Bedeutung, weil bei einem Drittel der Brutkolonien die Kolonie entweder direkt in einer Meerwassersaline liegt oder die brütenden Flamingos dort ihre Nahrung suchen.
Die größte Bedrohung von Rosaflamingos geht heute nicht mehr von Bejagung oder der Sammlung von Eiern aus, sondern vom Verlust geeigneter Lebensräume. Einige Gewässer, die entweder als Brustellen oder Nahrungsgründe bedeutsam sind, sind heute durch Verschmutzung gefährdet (Nakurusee und Tuz Gölü), werden wie beispielsweise der Natronsee wegen ihrer Ressourcen stärker ausgebeutet oder der Wasserstand ist wie in der Etosha-Pfanne durch den Bau von Staudämmen stark beeinflusst oder wie am See von Tunis durch Verlandung beeinflusst.
Wo Flamingos gehalten werden, kommt es auch immer wieder zu Gefangenschaftsflüchtlingen. Im Mittelmeerraum wurden sowohl Zwergflamingos als auch Kuba- und Chileflamingo im Verbreitungsgebiet gesichtet. Hier besteht die Gefahr, dass es zu einer Hybridisierung mit dem Rosaflamingo kommt. In der vermutlich überwiegend von Gefangenschaftsflüchtlingen begründete Brutkolonie im Zwillbrocker Venn bilden die Flamingos immer wieder gemischtartige Brutpaare.

## Rosaflamingo und Mensch

### Wechselbeziehung

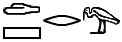
Ägyptische Hieroglyphe, die für Rot oder errötend steht

In Südspanien gibt es Höhlenzeichnungen, die etwa aus der Zeit um 5000 v. Chr. stammen und Flamingos darstellen. Zahlreiche Abbildungen finden sich auch in der punischen, altgriechischen und byzantinischen Kunst sowie auf Keramikgefäßen, die man in Gerzeh gefunden hat. Ägyptische Hieroglyphen verwenden gelegentlich ein Flamingo-Symbol, um die rote Farbe zu symbolisieren.
Die Jagd auf den Rosaflamingo hatte vermutlich einen wesentlichen Einfluss auf die Bestandszahlen und die Verbreitung von Flamingos. Die Zungen von Flamingos galten im Römischen Reich als Delikatesse und Babur, dem Begründer des Mogulreiches wird nachgesagt, dass er Flamingoeier zum Frühstück verzehrte. Sie wurden für ihn am Ab-e-Istada-See in Afghanistan gesammelt. Vorschläge, wie Flamingos zuzubereiten sind, findet man aber auch in frühen französischen, spanischen und italienischen Kochbüchern. In Spanien wurde der Rosaflamingo noch in den 1960er Jahren intensiv in den Marschen von Guadalquivir gejagt.

### Schutzmaßnahmen
Zahlreiche Brutkolonien besonders im nördlichen Mittelmeerraum werden mittlerweile bewacht, um auszuschließen, dass Menschen sich den störungsempfindlichen Brutpaaren zu sehr nähern. Die Praxis, Flamingoeier für den menschlichen Verzehr zu sammeln, ist in Europa mittlerweile seit mehr als einem halben Jahrhundert unüblich. Für andere Regionen gibt es dagegen Hinweise, dass dies in der zweiten Hälfte des 20. Jahrhunderts noch praktiziert wurde. Rosaflamingos gelten als Flaggschiffart, für deren Schutz sehr viel unternommen wird. In der Meerwassersaline in der Camargue werden beispielsweise Maßnahmen ergriffen, um die flachen Inseln in den Salzgärten zu erhalten, auf denen die Flamingos brüten. Am Laguna de Fuente de Piedra wird künstlich Wasser in den Binnensee geleitet, damit den Jungvögeln ein kleiner Teich zur Verfügung steht, in dem sie baden und trinken können. Mehrere Feuchtgebiete sind außerdem ausdrücklich wegen ihrer Bedeutung für Rosaflamingos unter Schutz gestellt worden. Dazu zählt der Regionale Naturpark Camargue, die Laguna de Fuente de Piedra und der Nationalpark Djoudj im Norden Senegals.

### Konflikte

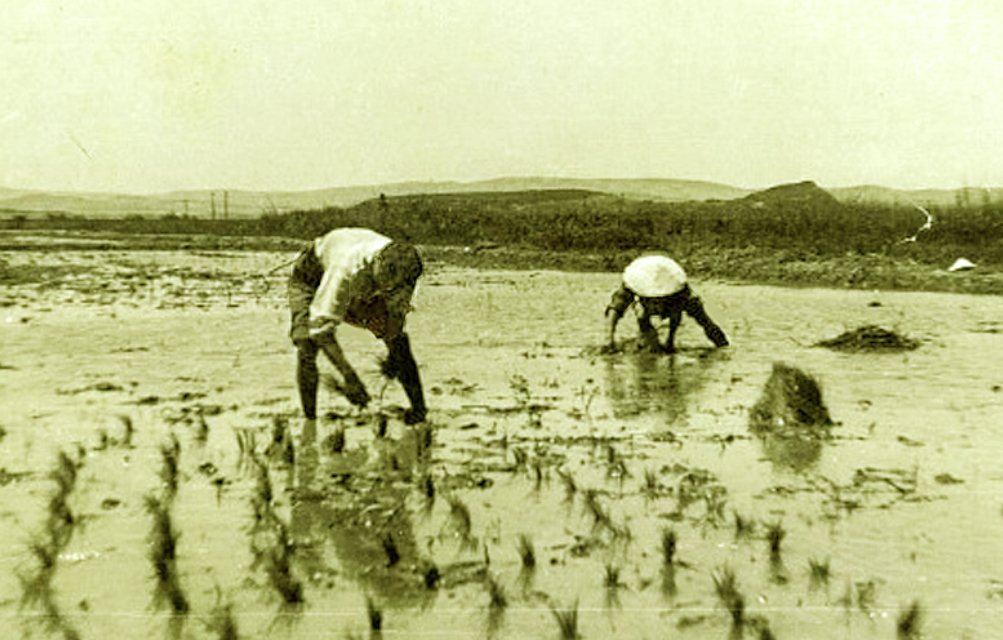
Traditionelle Reisanbaumethoden in der Camargue, bei der Reissetzlinge manuell von kleinen Ansaatfeldern auf größere Anbauflächen umgepflanzt wurden, verhinderten Konflikte mit Rosaflamingos

Der im nördlichen Mittelmeerraum zunehmende Bestand an Rosaflamingos hat zu der Sorge geführt, dass die Rosaflamingos durch ihre Nahrungssuche die Unterwasservegetation negativ beeinflussen, die für überwinternde Enten eine wesentliche Nahrungsgrundlage darstellt. Betreiber von Zuchtanlagen für Fische klagen, dass die Rosaflamingos durch ihre Nahrungssuche das Wasser trüben und dadurch negativ die Menge an abfischbarem Fisch beeinflussen. Beide Sorgen sind möglicherweise berechtigt, allerdings noch nicht belegt. Nachgewiesen sind jedoch die Schäden, die Reisbauern durch Flamingos erleiden.
Rosaflamingos wurden im Süden Frankreichs erstmals im Frühjahr 1978 dabei beobachtet, dass sie in frisch eingesäten Reisfeldern nach Nahrung suchten. 1980 fanden sich bereits tausende von Flamingos in den Reisfeldern zum Fressen ein. Rosaflamingos zeigten dieses Verhalten für jeweils einen Zeitraum von fünf bis sechs Wochen, bis die Reispflanzen eine Höhe von fünf bis sechs Zentimeter erreicht hatten. Bereits 1980 vernichteten sie auf einer Fläche von 450 Hektar, rund 10 Prozent der Reisanbaufläche, die Anpflanzungen. Zerstörung von Reisfeldern durch Flamingos ist ein relativ neues Problem und wird auf veränderte Anbaumethoden zurückgeführt. Reis wurde früher zunächst auf Flächen ausgesät, die weniger als einen Hektar maßen und auf denen sich wegen der geringen Größe Flamingos nicht zum Fressen einfanden. Die Jungpflanzen wurden später mit großem manuellem Aufwand in größere Reisfelder umgepflanzt. In den 1970er Jahren änderte sich diese Praxis. Der Reis wurde ab dann direkt in zwischen drei und sieben Hektar großen Feldern ausgesät und Konkurrenzpflanzen mit Herbiziden unterdrückt. Bäume und Hecken wurden in der Nachbarschaft der Reisfelder entfernt, um eine Düngung und Herbizidausbringung mittels Hubschraubern zu ermöglichen. Diese Umgestaltung schuf Flächen, die ähnliche Aspekte aufweisen wie die extensiven Marschen, in denen Flamingos schon immer Nahrung gesucht haben. Seit den 1990er Jahren ist das Problem der reisfelderzerstörenden Rosaflamingos nicht nur auf Südfrankreich begrenzt, sondern tritt auch im Mündungsgebiet des Ebro auf. Um den Konflikt zu entschärfen, wurden eine Reihe von Maßnahmen ergriffen, um die Rosaflamingos aus den Reisfeldern zu vergrämen.

## Belege

### Einzelbelege
1. ↑  Johnson und Cézilly: The Greater Flamingo, 2007, S. 12.
2. ↑   Johnson und Cézilly: The Greater Flamingo, 2007, S. 76 f.
3. ↑  Johnson und Cézilly: The Greater Flamingo, 2007, S. 281 f.
4. ↑  Johnson und Cézilly: The Greater Flamingo, 2007, S. 281 f.
5. ↑  Johnson und Cézilly: The Greater Flamingo, 2007, S. 31.
6. ↑  Johnson und Cézilly: The Greater Flamingo. 2007, S. 161.
7. ↑  Johnson und Cézilly: The Greater Flamingo, 2007, S. 159.
8. ↑  Collin Harrison, Peter Castell: Jungvögel, Eier und Nester der Vögel Europas, Nordafrikas und des Mittleren Ostens. 2. Auflage. Aula, Wiebelsheim 2004, ISBN 3-89104-685-5, S. 57.
9. ↑  Johnson und Cézilly: The Greater Flamingo, 2007, S. 25.
10. ↑  Johnson und Cézilly: The Greater Flamingo, 2007, S. 26.
11. ↑  Johnson und Cézilly: The Greater Flamingo, 2007, S. 27.
12. ↑  Johnson und Cézilly: The Greater Flamingo, 2007, S. 69.
13. ↑  Johnson und Cézilly: The Greater Flamingo, 2007, S. 101.
14. ↑  Johnson und Cézilly: The Greater Flamingo, 2007, S. 70.
15. ↑  Johnson und Cézilly: The Greater Flamingo, 2007, S. 71.
16. ↑  Johnson und Cézilly: The Greater Flamingo, 2007, S. 71.
17. ↑  Was Sie schon immer über Flamingos wissen wollten... (Memento des Originals vom 16. Februar 2018 im Internet Archive)  Info: Der Archivlink wurde automatisch eingesetzt und noch nicht geprüft. Bitte prüfe Original- und Archivlink gemäß Anleitung und entferne dann diesen Hinweis. bei Biologische Station Zwillbrock.
18. ↑  Johnson und Cézilly: The Greater Flamingo, 2007, S. 99.
19. ↑  Johnson und Cézilly: The Greater Flamingo, 2007, S. 98 f.
20. ↑  Johnson und Cézilly: The Greater Flamingo, 2007, S. 95.
21. ↑  Johnson und Cézilly: The Greater Flamingo, 2007, S. 97.
22. ↑  Johnson und Cézilly: The Greater Flamingo, 2007, S. 93.
23. ↑  Johnson und Cézilly: The Greater Flamingo, 2007, S. 94 f.
24. ↑  Johnson und Cézilly: The Greater Flamingo. 2007, S. 113.
25. ↑  Johnson und Cézilly: The Greater Flamingo. 2007, S. 114.
26. ↑  Johnson und Cézilly: The Greater Flamingo. 2007, S. 120.
27. ↑  Johnson und Cézilly: The Greater Flamingo. 2007, S. 113.
28. ↑  Johnson und Cézilly: The Greater Flamingo. 2007, S. 119.
29. ↑  Johnson und Cézilly: The Greater Flamingo. 2007, S. 114.
30. ↑  Johnson und Cézilly: The Greater Flamingo. 2007, S. 122.
31. ↑  Johnson und Cézilly: The Greater Flamingo. 2007, S. 121.
32. ↑  Johnson und Cézilly: The Greater Flamingo. 2007, S. 122.
33. ↑  Johnson und Cézilly: The Greater Flamingo. 2007, S. 129–131.
34. ↑  Johnson und Cézilly: The Greater Flamingo. 2007, S. 135.
35. ↑  Johnson und Cézilly: The Greater Flamingo. 2007, S. 131.
36. ↑  Johnson und Cézilly: The Greater Flamingo. 2007, S. 131.
37. ↑  Johnson und Cézilly: The Greater Flamingo. 2007, S. 132.
38. ↑  Johnson und Cézilly: The Greater Flamingo. 2007, S. 133.
39. ↑  Johnson und Cézilly: The Greater Flamingo. 2007, S. 150.
40. ↑  Johnson und Cézilly: The Greater Flamingo. 2007, S. 151 f.
41. ↑  Johnson und Cézilly: The Greater Flamingo. 2007, S. 150.
42. ↑  Collin Harrison, Peter Castell: Jungvögel, Eier und Nester der Vögel Europas, Nordafrikas und des Mittleren Ostens. 2. Auflage. Aula, Wiebelsheim 2004, ISBN 3-89104-685-5, S. 57.
43. ↑  Johnson und Cézilly: The Greater Flamingo. 2007, S. 153.
44. ↑  Johnson und Cézilly: The Greater Flamingo. 2007, S. 153.
45. ↑  Johnson und Cézilly: The Greater Flamingo. 2007, S. 155.
46. ↑  Johnson und Cézilly: The Greater Flamingo. 2007, S. 144.
47. ↑  Johnson und Cézilly: The Greater Flamingo. 2007, S. 143.
48. ↑  Johnson und Cézilly: The Greater Flamingo. 2007, S. 148 f.
49. ↑  Johnson und Cézilly: The Greater Flamingo. 2007, S. 146.
50. ↑  Johnson und Cézilly: The Greater Flamingo. 2007, S. 155.
51. ↑  Johnson und Cézilly: The Greater Flamingo. 2007, S. 155 f.
52. ↑  Johnson und Cézilly: The Greater Flamingo. 2007, S. 157.
53. ↑  Collin Harrison, Peter Castell: Jungvögel, Eier und Nester der Vögel Europas, Nordafrikas und des Mittleren Ostens. 2. Auflage. Aula, Wiebelsheim 2004, ISBN 3-89104-685-5, S. 57.
54. ↑  Johnson und Cézilly: The Greater Flamingo. 2007, S. 156.
55. ↑  Johnson und Cézilly: The Greater Flamingo. 2007, S. 157.
56. ↑  Johnson und Cézilly: The Greater Flamingo. 2007, S. 158.
57. ↑  Johnson und Cézilly: The Greater Flamingo. 2007, S. 158.
58. ↑  Johnson und Cézilly: The Greater Flamingo. 2007, S. 284.
59. ↑  Johnson und Cézilly: The Greater Flamingo. 2007, S. 160.
60. ↑  Johnson und Cézilly: The Greater Flamingo. 2007, S. 42 und S. 160.
61. ↑  Johnson und Cézilly: The Greater Flamingo. 2007, S. 161.
62. ↑  Johnson und Cézilly: The Greater Flamingo. 2007, S. 161.
63. ↑  Johnson und Cézilly: The Greater Flamingo. 2007, S. 163.
64. ↑  Johnson und Cézilly: The Greater Flamingo. 2007, S. 164.
65. ↑  Johnson und Cézilly: The Greater Flamingo. 2007, S. 165.
66. ↑  Johnson und Cézilly: The Greater Flamingo. 2007, S. 167.
67. ↑  Johnson und Cézilly: The Greater Flamingo. 2007, S. 169.
68. ↑  Johnson und Cézilly: The Greater Flamingo. 2007, S. 170.
69. ↑  Johnson und Cézilly: The Greater Flamingo. 2007, S. 172.
70. ↑  Johnson und Cézilly: The Greater Flamingo. 2007, S. 173.
71. ↑   Johnson und Cézilly: The Greater Flamingo. 2007, S. 179.
72. ↑  Johnson und Cézilly: The Greater Flamingo. 2007, S. 180.
73. ↑  Johnson und Cézilly: The Greater Flamingo. 2007, S. 182.
74. ↑  Johnson und Cézilly: The Greater Flamingo. 2007, S. 181 f.
75. ↑  W. Grummt, H. Strehlow (Hrsg.): Zootierhaltung Vögel. Verlag Harri Deutsch, Frankfurt am Main 2009, ISBN 978-3-8171-1636-2. S. 114
76. ↑   83-jähriger Greater: Ältester Flamingo der Welt in australischem Zoo gestorben auf Spiegel Online am 31. Januar 2014
77. ↑  Johnson und Cézilly: The Greater Flamingo. 2007, S. 174.
78. ↑  Johnson und Cézilly: The Greater Flamingo. 2007, S. 174 f.
79. ↑  Johnson und Cézilly: The Greater Flamingo. 2007, S. 175.
80. ↑  Johnson und Cézilly: The Greater Flamingo. 2007, S. 176.
81. ↑  Johnson und Cézilly: The Greater Flamingo. 2007, S. 176.
82. ↑  Johnson und Cézilly: The Greater Flamingo. 2007, S. 194.
83. ↑  Johnson und Cézilly: The Greater Flamingo. 2007, S. 195.
84. ↑  Johnson und Cézilly: The Greater Flamingo. 2007, S. 195–197.
85. ↑  Johnson und Cézilly: The Greater Flamingo. 2007, S. 177.
86. ↑  Johnson und Cézilly: The Greater Flamingo. 2007, S. 188.
87. ↑  Johnson und Cézilly: The Greater Flamingo. 2007, S. 188.
88. ↑  Johnson und Cézilly: The Greater Flamingo. 2007, S. 189.
89. ↑  Johnson und Cézilly: The Greater Flamingo. 2007, S. 193.
90. ↑  Johnson und Cézilly: The Greater Flamingo. 2007, S. 193.
91. ↑  Johnson und Cézilly: The Greater Flamingo. 2007, S. 210 f.
92. ↑  Johnson und Cézilly: The Greater Flamingo. 2007, S. 193.
93. ↑  Johnson und Cézilly: The Greater Flamingo. 2007, S. 197.
94. ↑  Johnson und Cézilly: The Greater Flamingo. 2007, S. 198.
95. ↑  Johnson und Cézilly: The Greater Flamingo. 2007, S. 198 f.